# Personaggi di Mass Effect

Alcuni dei personaggi principali della trilogia di Mass Effect (dall'alto a sinistra): Grunt, Garrus, James, Zaeed, Javik, Wrex, Jack, Tali, Liara, Steve, Jacob, Kaidan, Samara, Kasumi, Samantha, Miranda, Comandante Shepard, IDA e Jeff.

La serie Mass Effect, un franchise mediatico di fantascienza militare sviluppato dalla BioWare e pubblicato da Electronic Arts, presenta un ampio cast di personaggi. Si basa principalmente su una serie di videogiochi sparatutto in terza persona che attualmente consiste in quattro videogiochi principali e due giochi mobili. I primi tre giochi di Mass Effect (Mass Effect, Mass Effect 2 e Mass Effect 3) sono ambientati nella Via Lattea durante il XXII secolo e ruotano attorno a un soldato della marina spaziale chiamato Comandante Shepard. Il quarto gioco, Mass Effect: Andromeda, è ambientato nello stesso universo della trilogia originale ma in una galassia diversa, Andromeda, e si concentra sull'Iniziativa Andromeda e sulla famiglia Ryder. I giochi spin-off, Mass Effect Galaxy e Mass Effect: Infiltrator, hanno come protagonisti rispettivamente Jacob Taylor, presente anche in Mass Effect 2 e 3, e Randall Ezno. Un aggiornamento a Mass Effect: Infiltrator ha permesso ai giocatori di vestire i panni del Turian ricercato da Randall Ezno in una missione bonus.

## Personaggi giocabili

### Comandante Shepard

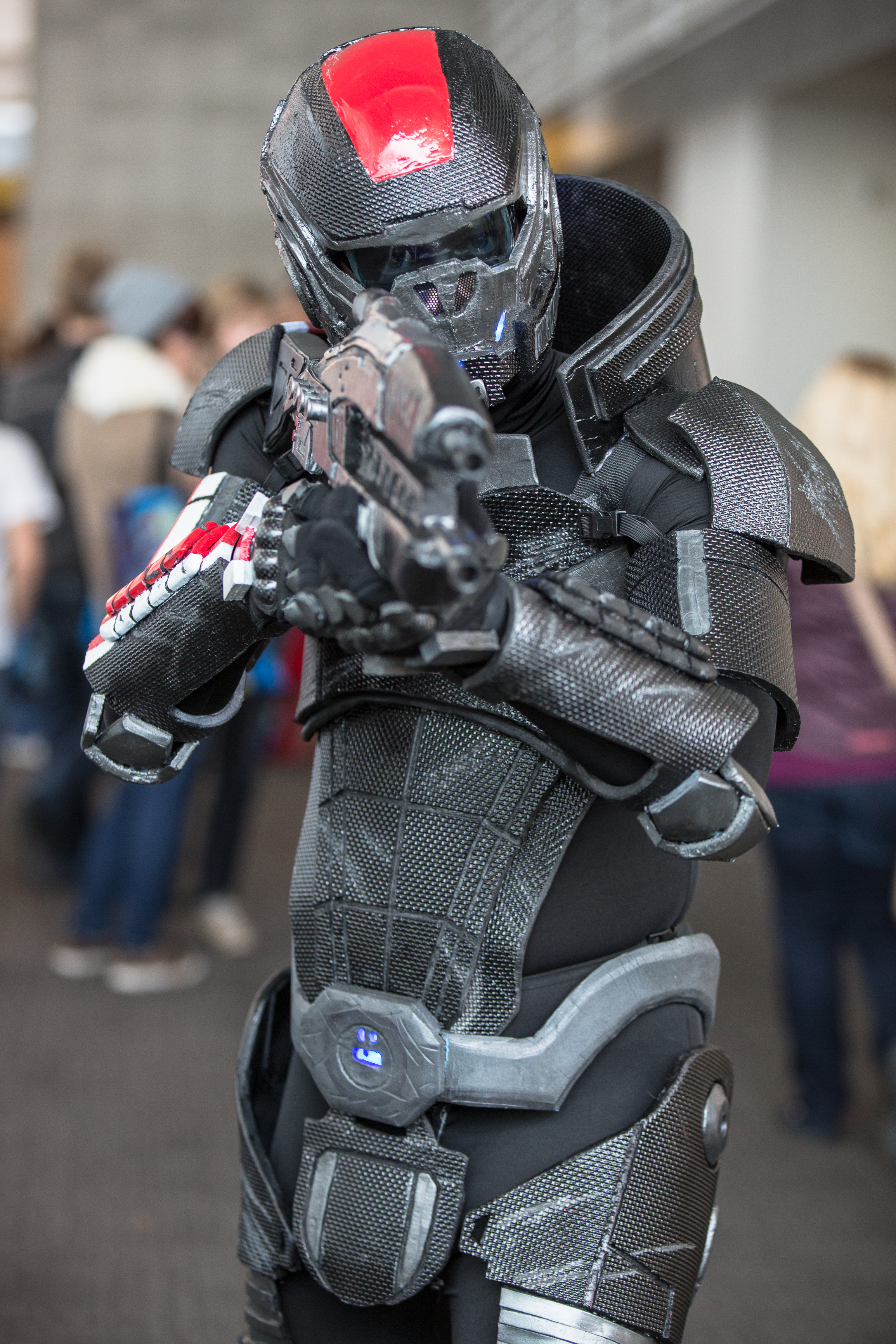
Cosplay del Comandante Shepard

Il comandante Shepard è il protagonista della saga, unico personaggio controllabile direttamente dal giocatore nei primi tre capitoli. Sia il suo nome che il suo aspetto possono essere liberamente modificati all'inizio di Mass Effect, come anche la classe e quindi le abilità. Anche il suo profilo psicologico e il suo stato di servizio sono liberamente modificabili al momento della creazione del personaggio. Agente del prestigioso programma militare N7, ha un coraggio e una forza di volontà pari a quello di pochi. Può essere "ruolato" dal player sia come buono che come cattivo, con reali conseguenze sulla trama e sui rapporti con gli altri personaggi. Il giocatore può sceriere la storia pre-arruolamento di Shepard: può essere un orfano cresciuto nelle grandi metropoli della Terra che si è arruolato nell'Alleanza dei Sistemi in cerca di un futuro migliore, può essere un colono cresciuto su Mindoir e fuggito a 16 anni in seguito ad un attacco dagli alieni, oppure uno spaziale cresciuto su astronavi e stazioni spaziali con genitori militari.
In Mass Effect Shepard ha 29 anni. In servizio sulla Normandy è secondo in comando del capitano David Anderson. Durante la trama del primo gioco viene selezionato e nominato come primo Spettro umano (contrazione di specialista tattica e ricognizione) dal Consiglio della Cittadella, la massima autorità riconosciuta dalla comunità galattica, dopo aver dimostrato la colpevolezza di Saren Arterius, uno Spettro rinnegato che sta perseguendo un piano per portare alla distruzione la civiltà galattica conosciuta aprendo le porte al ritorno dei Razziatori.
In Mass Effect 2 Shepard ha invece 31 anni: durante una ricognizione per delle attività Geth, un incrociatore che poi scopriremo appartenere alla specie dei Collettori distruggerà la Normandy e causerà la morte di parte dell'equipaggio, tra cui lo stesso Shepard. Dopo un lungo, delicato e costosissimo procedimento da parte di Cerberus (Progetto Lazarus) viene completamente ricostruito e riportato in vita. Il suo compito è quello di fermare appunto i Collettori, nuovi alleati dei Razziatori, e scoprire il motivo che li impegna nel rapimento di intere colonie umane.
In Mass Effect 3, ambientato 6 mesi dopo il precedente titolo, Shepard torna a combattere con l'Alleanza la minaccia dei Razziatori. Dovendo fronteggiare anche le truppe di Cerberus, si troverà a combattere contro l'Uomo Misterioso, che si scoprirà essere stato indottrinato e modificato dai Razziatori a seguito di un suo piano per riuscirli a controllare. Nel finale del gioco Shepard può scegliere se distrugge i Razziatori o assumerne il controllo.

### Jacob Taylor
Jacob Taylor un ex soldato dell'Alleanza dei Sistemi che viene reclutato da Miranda Lawson in Galaxy per indagare su una cospirazione che coinvolge dei terroristi batarian. Scelto da Miranda come luogotenente per il progetto Lazarus ed è la prima persona che Shepard incontra dopo essere stato riportato in vita. Successivamente si unisce all'equipaggio della nuova Normandy e può essere una potenziale opzione romantica per una donna Shepard. Se sopravvissuto alla missione suicida del secondo capitolo, Jacob continua a lavorare per Cerberus per breve tempo, prima di venire a conoscenza del fatto che l'Uomo Misterioso sta facendo uccidere a uno a uno gli scienziati facenti parte di un gruppo ormai inutile ai suoi scopi. Jacob decide di proteggere queste persone, e insieme alla dottoressa Brynn Cole organizza la loro fuga verso il pianeta Gellix. Vengono presto scoperti dalle truppe di Cerberus, e si salvano grazie al tempestivo intervento di Shepard e della sua squadra. Il suo ultimo incontro con Shepard prima dell'ultima missione è all'Huerta Memorial Hospital sulla Cittadella, durante il quale Jacob confida al comandante che Brynn è incinta. Infatti, ritorna come personaggio di supporto che ha disertato da Cerberus e tenta di proteggere altri disertori di Cerberus dalle rappresaglie del loro ex datore di lavoro.
È disponibile come personaggio giocabile solo in Mass Effect 2 e nel DLC La Cittadella di Mass Effect 3, ma compare anche come personaggio principale nello spin-off per iOS Mass Effect Galaxy e in due numeri della serie a fumetti Mass Effect: Foundation.

### Randall Ezno
Randall Ezno è un agente di Cerberus, veterano di guerra e modificato ciberneticamente, ingaggiato per la cattura di un Turian in un gigante ghiacciato. Una volta catturato si reca alla stazione spaziale Barn per incontrare la sua istruttrice Inali Renata. Dopo un attacco delle forze militari Turian alla stazione, a causa dell'assenza di Inali con l'aiuto di un Volus, Randall scopre che il responsabile del Barn, il Direttore, sta conducendo esperimenti su Inali. Dichiarando guerra al Direttore, Randall combatterà contro le truppe di Cerberus, contro altri soggetti dei test, contro i mech Ogre e Orcus di sicurezza e contro X1, un enorme mutante krogan e il più vecchio degli esperimenti del Direttore. Dopo averlo sconfitto e contattato l'Alleanza, si reca nel pianeta LV426 (pianeta limitrofe alla stazione) per salvare Inali. Giunto sulla superficie scopre che la sua istruttrice è oramai un mutante e combatterà contro di lei.
È disponibile come personaggio giocabile solo in Mass Effect: Infiltrator.

### Il Turian
Vittima degli esperimenti, tenta di fuggire dall'infermeria una volta catturato da Randall Ezno. Dopo il suo risveglio e la sua liberazione a causa delle azioni di Randall e del suo alleato Volus, si fa largo tra le truppe di Cerberus, altri soggetti dei test fuggiti ed infine i mech di sicurezza. Sconfitti, raggiunge una stanza e spostandosi verso il fondo vede il Direttore e diversi membri del personale di Cerberus. Quest'ultimo lo deride mentre una torretta viene schierata nella stanza: la morte del Turian è inevitabile.
È disponibile come personaggio giocabile solo nella missione bonus di Mass Effect: Infiltrator.

### Pioniere Ryder
A seconda del sesso scelto dal giocatore, il protagonista sarà Sara o Scott Ryder, due fratelli gemelli figli di Alec Ryder: il giocatore potrà modificare sia i nomi che l'aspetto all'inizio di Mass Effect: Andromeda. I fratelli Ryder vengono congelati criogenicamente e spediti insieme al padre e decine di migliaia di altri coloni in un viaggio di 600 anni nella galassia di Andromeda prima degli eventi di Mass Effect 3. L'arca che trasporta gli umani, l'Hyperion, arriva al punto di rilascio sbagliato, lontano dal centro di comando avanzato dell'Iniziativa Andromeda, il Nexus. Il Ryder scelto dal giocatore succede al padre come pioniere dell'Hyperion, assumendo il compito di guidare il suo equipaggio, mentre l'altro resterà un personaggio non giocabile. Come pioniere della razza umana esplorerà i pianeti della galassia Andromeda per stabilire una colonia della sua specie, riscontrando però attività ostili da parte dei Kett, una specie di alieni, che dai Relictum.

## Compagni di squadra

### Trilogia
Ashley Williams
Entra nella squadra durante la prima missione su Eden Prime. Anche se non dispone di alcun potere tecnologico o biotico, in quanto soldato è un'esperta di armi ed è uno dei pochi membri della squadra di Shepard che può indossare corazze pesanti. Se Shepard sceglie di salvarla al posto di Alenko durante la missione a Virmire, tornerà come personaggio giocabile in Mass Effect 3 dopo una breve apparizione in Mass Effect 2. Shepard maschio può intrattenere una relazione con lei dal primo capitolo.
Kaidan Alenko
Primo personaggio giocabile messo a fianco del comandante Shepard, Alenko è un soldato con 10 anni di servizio alle spalle. Può utilizzare poteri biotici e tecnologici, ed è uno dei pochi umani rimasti con impianti biotici L2, banditi per la pericolosità dei loro effetti collaterali. Kaidan può perdere la vita durante la missione di Virmire nel primo gioco, quando Shepard è costretto a scegliere tra lui o Williams. Nel secondo capitolo della serie fa solo una breve apparizione, mentre torna come personaggio giocabile in Mass Effect 3. Shepard femmina può intrattenere una relazione con lui dal primo capitolo, mentre nel terzo capitolo è disponibile come scelta romantica anche per Shepard maschio.
Garrus Vakarian

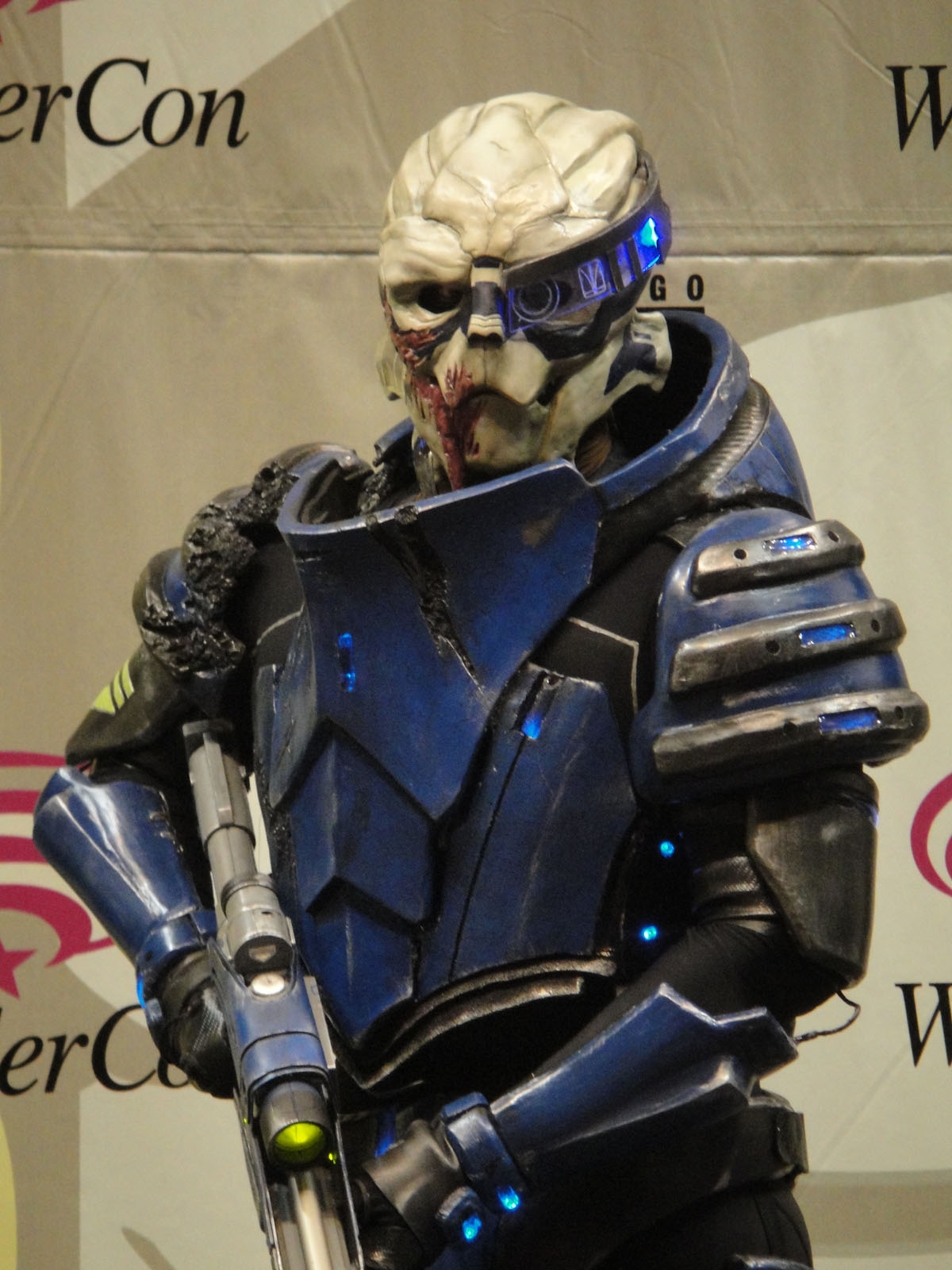
Cosplay di Garrus

Unico Turian a entrare a far parte della squadra di Shepard, può essere reclutato alla prima visita del comandante alla Cittadella, dove svolge il ruolo di agente dell'SSC. Stufo della burocrazia di quegli ambienti, all'incontro con Shepard decide di congedarsi e unirsi alla caccia a Saren Arterius. Insieme a Tali, è l'unico personaggio sempre presente nella squadra di Shepard nell'arco di tutti e tre i giochi. Si sa poco del passato di Garrus, a parte il fatto che è cresciuto su Palaven e che suo padre, Castis Vakarian è stato uno dei migliori agenti dell'SSC.
Dopo la morte di Shepard, Garrus segue il consiglio datogli dal comandante e torna alla Cittadella per rientrare nell'SSC o diventare uno Spettro, dipendentemente da ciò che Shepard gli consiglia durante i dialoghi nel primo gioco. Disgustato dalla burocrazia sulla Cittadella e dal fatto che il Consiglio ha insabbiato tutto sull'attacco della Sovereign alla stazione, dando la colpa ai Geth e non ai Razziatori, Lascia quindi nuovamente l'SSC e con lo pseudonimo di "Archangel", crea una propria squadra su Omega, una stazione spaziale nei Sistemi Terminus, per combattere le bande di mercenari che spadroneggiano in quegli ambienti. Con il tradimento di un membro, Sidonis, la sua squadra viene uccisa e Garrus si ritrova tutte le bande criminali di Omega contro: sopravvive solo grazie all'aiuto di Shepard che lo convince a far parte della sua nuova squadra. Se sopravvive all'attacco alla base dei Collettori, dopo che Shepard si consegna all'Alleanza torna al suo pianeta natale, Palaven, per mettere al corrente la sua gente dell'arrivo dei Razziatori. Racconta la sua esperienza al padre, che inaspettatamente gli crede e convince il Primarca suo amico a prepararsi militarmente per difendersi dall'invasione. Viene quindi messo a capo di una delle neonate task force su Menae, la luna più grande di Palaven e all'arrivo di Shepard, decide di unirsi a lui e alla sua squadra a bordo della Normandy. Shepard femmina può intrattenere una relazione con lui dal secondo capitolo.
Tali' Zorah

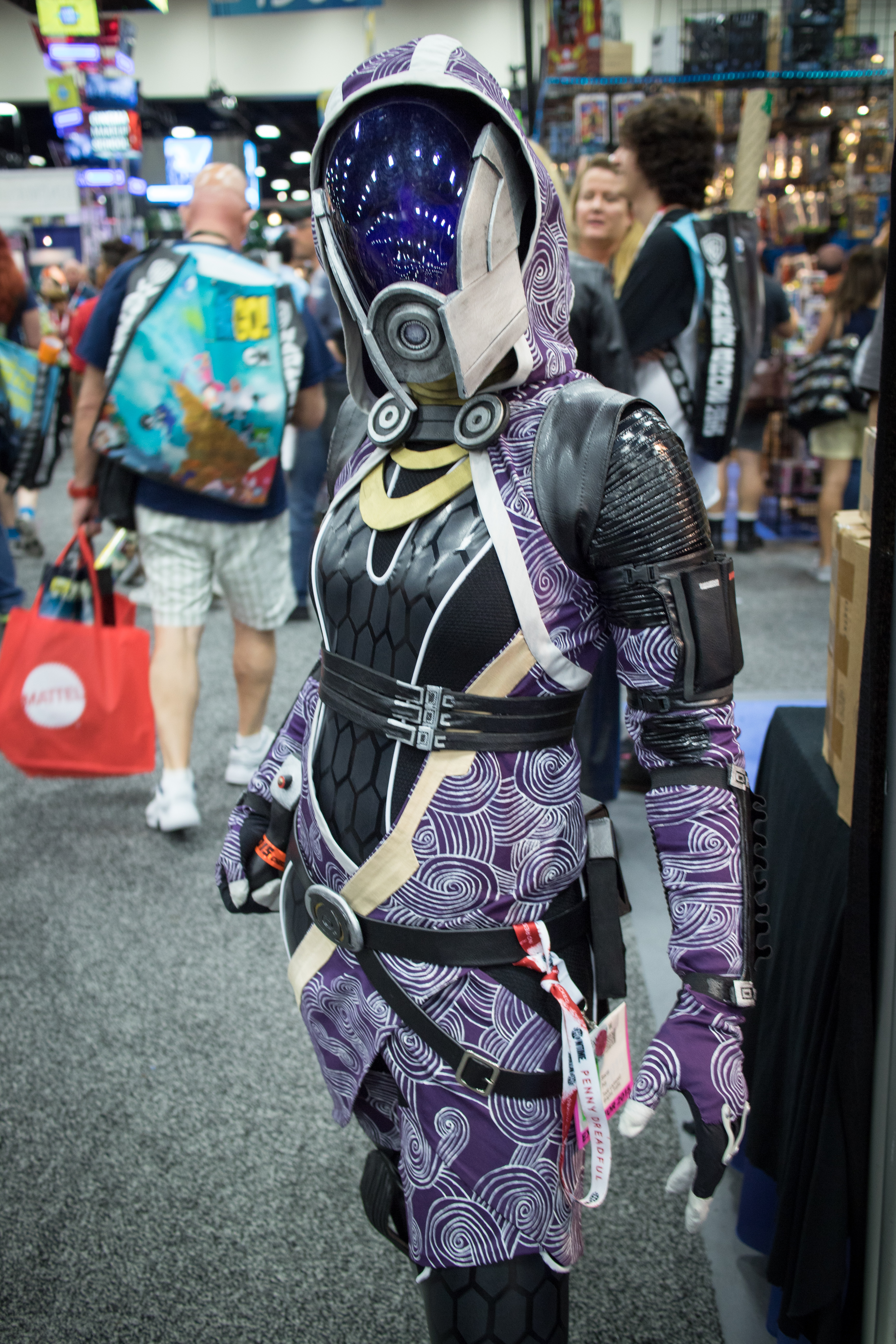
Cosplay di Tali

Tali viene incontrata per la prima volta sulla Cittadella quando, nel bel mezzo del suo pellegrinaggio, riesce ad entrare in possesso delle prove che possono incastrare lo Spettro rinnegato Saren Arterius. Shepard la salva da un agguato degli agenti di Saren, e si unisce alla squadra poco prima della seconda udienza con il Consiglio. Dispone di poteri tecnologici ed è un esperto ingegnere. Come Garrus, è un potenziale personaggio giocabile in tutto l'arco della trilogia. Shepard maschio può intrattenere una relazione con lei dal secondo capitolo.
Liara T'Soni

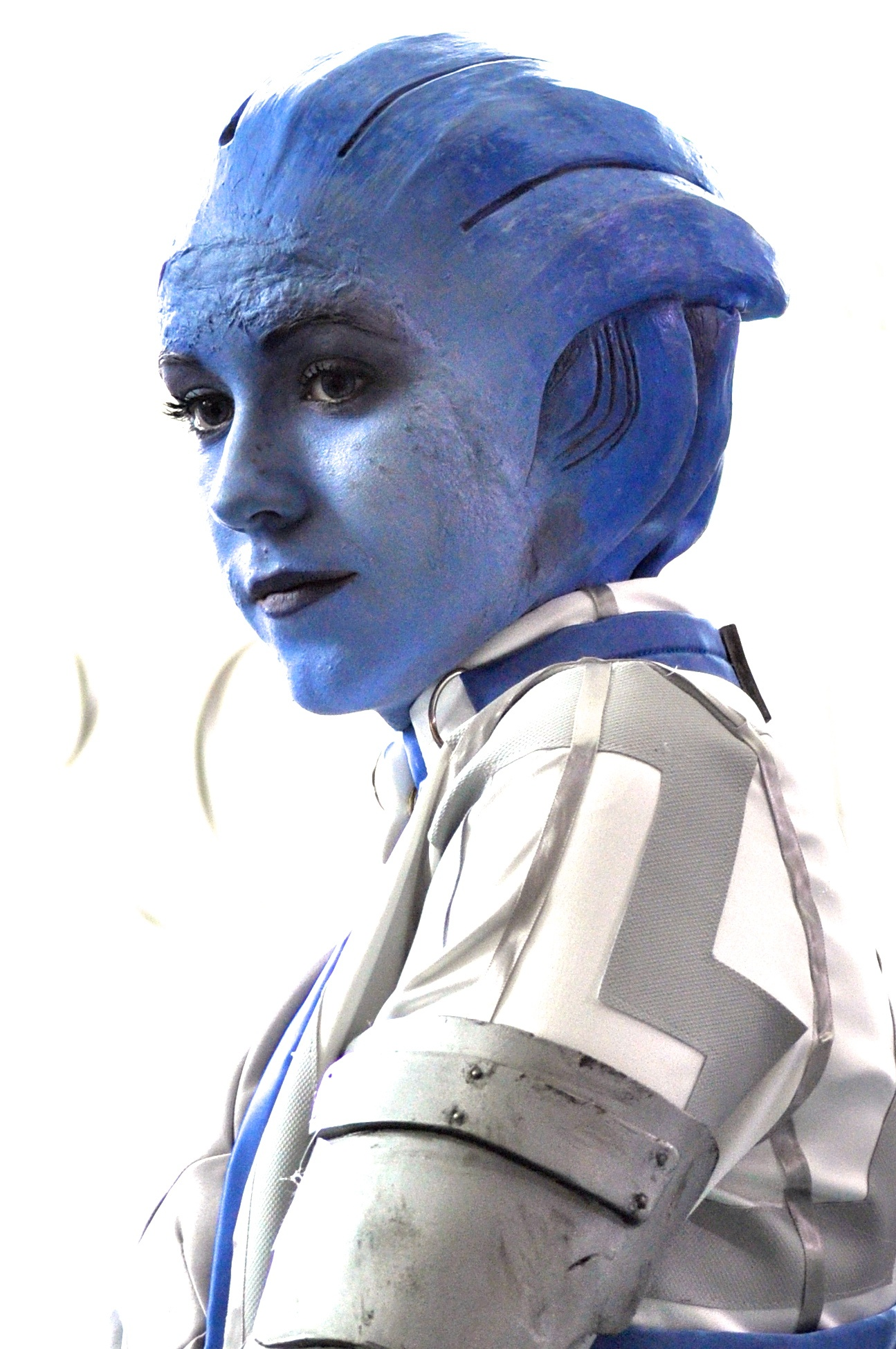
Cosplay di Liara

Giovane Asari di 108 anni, entra a far parte dell'equipaggio della Normandy dopo che viene salvata da Shepard in un sito archeologico Prothean attaccato dai Geth di Saren sul pianeta Therum. Figlia della matriarca Benezia, in combutta con Saren, ha perso i contatti da lungo tempo con la madre e non sa quindi spiegare al comandante la strana alleanza. Tuttavia, in quanto Asari e grande conoscitrice e studiosa dei Prothean, dà un grande aiuto alla squadra interpretando le varie visioni che Shepard ha ricevuto dalle sonde nel corso della missione. Dopo la morte del comandante si sposta sul pianeta Illium e, nel corso di due anni, diventa un'esperta informatrice. Mentre in Mass Effect 2 è utilizzabile come personaggio giocabile solo nel DLC L'Ombra, in Mass Effect 3 ritornerà come membro fisso della squadra nelle fasi iniziali del gioco. Shepard può intrattenere una relazione con lei dal primo capitolo indipendentemente dal suo sesso, dato che le Asari sono asessuate.
Urdnot Wrex
Nato su Tuchanka nel Clan Urdnot, data la sua incredibile forza e autorità divenne presto capo di un piccolo gruppo sin da giovane. Dopo aver ucciso suo padre dopo che questi cercò di ucciderlo con un'imboscata, e aver perso in battaglia tutti i membri della sua tribù, decise di lasciare il suo pianeta natale e rinnegare le sue origini, dedicandosi all'attività di mercenario per oltre 300 anni.
Incontra Shepard alla prima visita alla Cittadella di quest'ultimo, e sapendo che è alla caccia di Saren propone al comandante di farlo entrare nella sua squadra. Wrex può perdere la vita durante la missione su Virmire, nel caso Shepard non riesca a guadagnarsi la sua piena fiducia e sia quindi costretto a ucciderlo. Dopo gli eventi di Mass Effect e la morte di Shepard in seguito all'attacco dei Collettori, torna su Tuchanka e in poco meno di 2 anni prende il pieno controllo del clan Urdnot, diventando capo clan. Impegnato ad organizzare l'unione di tutti i Krogan sotto un unico clan, divisi dall'odio e dalla genofagia che gli affligge da centinaia di anni, rifiuta a malincuore l'invito di Shepard, tornato nel frattempo in vita, a tornare con lui sulla Normandy.
In Mass Effect 3 riesce a convincere Shepard e i Turian ad aiutarlo a curare la genofagia in cambio del pieno appoggio delle truppe Krogan nella guerra contro i Razziatori. Shepard può decidere se lasciare che il dottor Mordin Solus curi la genofagia, o impedirglielo uccidendolo e facendo credere a Wrex di aver diffuso la cura. In quest'ultimo caso, Wrex verrà presto a saperlo, e cercherà Shepard alla Cittadella per ucciderlo, morendo però nel tentativo a causa dell'aiuto degli agenti dell'SSC. Se la genofagia viene curata, e la femmina Krogan prestatasi alle ricerche di Mordin per sintetizzare una cura è sopravvissuta, prima della fine della storia Wrex avrà un figlio con lei, che verrà chiamato proprio Mordin in onore del dottore Salarian.
Nel caso muoia in Mass Effect, il suo personaggio nei capitoli successivi viene sostituito dal fratellastro Wreav, che amministra il clan Urdnot in una maniera completamente opposta a quella di Wrex, giurando guerra e vendetta a tutta la galassia una volta che la genofagia sarà curata. Proprio per questo motivo, se è Wreav a rappresentare i Krogan in Mass Effect 3 Mordin può essere facilmente convinto da Shepard a fingere di diffondere la cura. Al contrario di Wrex, se la cura non è stata veramente diffusa Wreav non lo verrà mai a sapere.
Wrex è disponibile come personaggio giocabile solo in Mass Effect, ma può essere utilizzato per breve tempo anche in Mass Effect 3 nel DLC La Cittadella. Compare anche in un volume della mini serie a fumetti Mass Effect: Foundation, del quale è protagonista.
Miranda Lawson
Miranda Lawson è l'agente di Cerberus messa a capo del Progetto Lazarus, creato dall'Uomo Misterioso per riportare in vita il comandante Shepard. Una volta che il comandante è in condizione di tornare in azione, Miranda viene inserita nel suo equipaggio con Jacob Taylor per tenerlo sotto controllo.
Il suo viso è modellato sulle fattezze della sua doppiatrice Yvonne Strahovski. È un personaggio giocabile in Mass Effect 2, mentre in Mass Effect 3 non entra a far parte della squadra ma agisce come personaggio secondario, anche se è utilizzabile in una missione del DLC La Cittadella. Dispone di poteri biotici e tecnologici, mentre può utilizzare pistole pesanti e mitra.
Inizialmente molto fredda e cinica con chiunque le rivolga la parola, lentamente si apre con Shepard, a cui chiede aiuto quando viene a sapere che suo padre ha intenzione di rapire sua sorella Oriana. Rivela anche che non è nata come un vero e proprio essere umano, ma è stata creata esclusivamente dai geni di suo padre, un pazzo ambizioso che l'ha progettata per creare una generazione di esseri perfetti: Miranda può infatti vivere leggermente più a lungo di un umano normale e dispone di potenti poteri biotici sin dalla nascita. Una volta resasi conto della pazzia del padre, però, fuggì ancora giovane da lui portando con sé sua sorella, che affidò a un'altra famiglia mentre lei entrò in Cerberus.
Se sopravvive alla missione suicida alla fine di Mass Effect 2, Miranda rincontra Shepard alla Cittadella mesi dopo, quando i Razziatori hanno già iniziato ad attaccare la galassia. In questa occasione racconta al comandante che ha lasciato Cerberus, e che l'Uomo Misterioso le dà la caccia. Successivamente ricontatta Shepard per metterlo al corrente che suo padre è in combutta con Cerberus e che è nuovamente sulle tracce di sua sorella. Durante un terzo e ultimo incontro alla Cittadella, Miranda chiede di poter accedere a delle informazioni private dell'Alleanza, senza però dire perché ne necessita. Verso la fine del gioco Shepard e la sua squadra si recano a Sanctuary, una colonia usata da Cerberus come esca per i rifugiati, che vengono catturati e posti a mostruosi esperimenti. Una volta sul posto Shepard scopre tramite dei video di sorveglianza che anche Miranda è nella struttura, e che suo padre Henry Lawson è direttamente coinvolto negli esperimenti, in quanto capo supervisore del progetto. Scopre anche che Kai Leng, un pericolo agente di Cerberus, le è alle calcagna. Raggiunto l'ultimo piano della struttura, trova Miranda ferita a terra e suo padre che, tenendo in ostaggio con una pistola Oriana, cerca di fuggire. Parlando con Henry Lawson viene a sapere che Kai Leng ha preso i dati che servivano all'Uomo Misterioso e se n'è andato, ferendo prima Miranda che cercava di fermarlo. Gestendo la situazione nel modo giusto, Shepard può salvare Oriana minacciando Henry Lawson, che lasciata la figlia per fuggire viene subito colpito da un lancio biotico da Miranda, che lo fa precipitare nel vuoto. Se Shepard non ha aiutato Miranda durante il loro incontro alla Cittadella, tuttavia, la ragazza morirà poco dopo per l'enorme sforzo fatto già in fin di vita.
Shepard maschio può intrattenere una relazione con lei dal secondo capitolo.
Oltre che negli ultimi due capitoli della saga videoludica del comandante Shepard, compare anche nelle serie a fumetti Mass Effect: Redemption e Mass Effect: Foundation e nel videogioco per iOS Mass Effect Galaxy.
Mordin Solus
Mordin Solus è uno scienziato Salarian famoso per le sue formidabili abilità di ragionamento e per la sua grande cultura nel campo della genetica. Egli ha infatti capeggiato la squadra della SOS (Squadra Operazioni Speciali) che, inizialmente incaricata di monitorare gli effetti nel tempo della genofagia sui Krogan, ha dovuto poi creare un ennesimo virus da diffondere per evitare che questi riprendessero a riprodursi in maniera smisurata come è nella loro natura, dopo essersi abituati al precedente virus. L'operazione era segretissima, e né i Krogan né il resto della popolazione galattica ne venne a conoscenza.
Dopo essersi ritirato dalla SOS, Mordin apre una clinica privata sulla malfamata stazione di Omega. Quando viene diffusa un'epidemia capace di uccidere in breve tempo qualsiasi individuo che non sia Umano o Vorcha, Mordin si mobilita per aiutare chiunque sia infetto, ma uccide anche a sangue freddo chiunque si opponga per qualsiasi motivo alle cure che dà ai suoi pazienti, come i mercenari dei Sole Blu. Dopo che Shepard disattiva il sistema che ha sparso l'epidemia in tutta la zona di quarantena, Mordin si unisce alla sua squadra per aiutarli a trovare un modo di evitare il contatto con gli sciami cercatori dei Collettori e studiare le loro tecnologie.
Nella missione per guadagnarsi la sua lealtà si scopre che Maelon Heplorn, membro della sua squadra che modificò la genofagia, si è pentito di ciò che fece nell'SOS e, in combutta con un clan nemico degli Urdnot di Wrex, vuole curare la genofagia in via definitiva. Vedendo i terribili sacrifici ai danni delle femmine Krogan che Maelon è disposto a fare per raggiungere il suo scopo, Mordin si sente in dovere di fermarlo. Consigliato da Shepard egli uccide o in alternativa lascia libero Maelon, distruggendo o tenendo i dati dei suoi esperimenti.
Se sopravvive alla missione suicida, in Mass Effect 3 Mordin sale a bordo della Normandy con Eva, l'unica Krogan sopravvissuta agli esperimenti che la SOS continuava a fare per trovare una cura alla genofagia. Se i dati di Maelon sono stati distrutti in Mass Effect 2 Mordin avrà molta più difficoltà a realizzare una cura, e una volta trovatala Eva perderà la vita. Nel momento in cui Mordin decide di salire su una torre pronta ad esplodere da un momento all'altro per poter diffondere la cura su tutta Tuchanka, Shepard può lasciarlo andare salutandolo per sempre o, dopo aver cercato inutilmente di convincerlo, ucciderlo e impedirgli di portare a termine la sua missione. Se Wrex è morto in Mass Effect (e quindi è Wreav il capo clan) ed Eva è morta a causa della mancanza dei dati di Maleon, si può invece convincere Mordin a non diffondere la cura, così che egli insceni la sua morte e scompaia per sempre. In realtà si recherà sulla Terra per collaborare alla costruzione del Crucibolo. Se Mordin è morto nella missione suicida in Mass Effect 2, il suo ruolo in Mass Effect 3 viene preso da un altro scienziato Salarian, Padok Wiks.
Jack

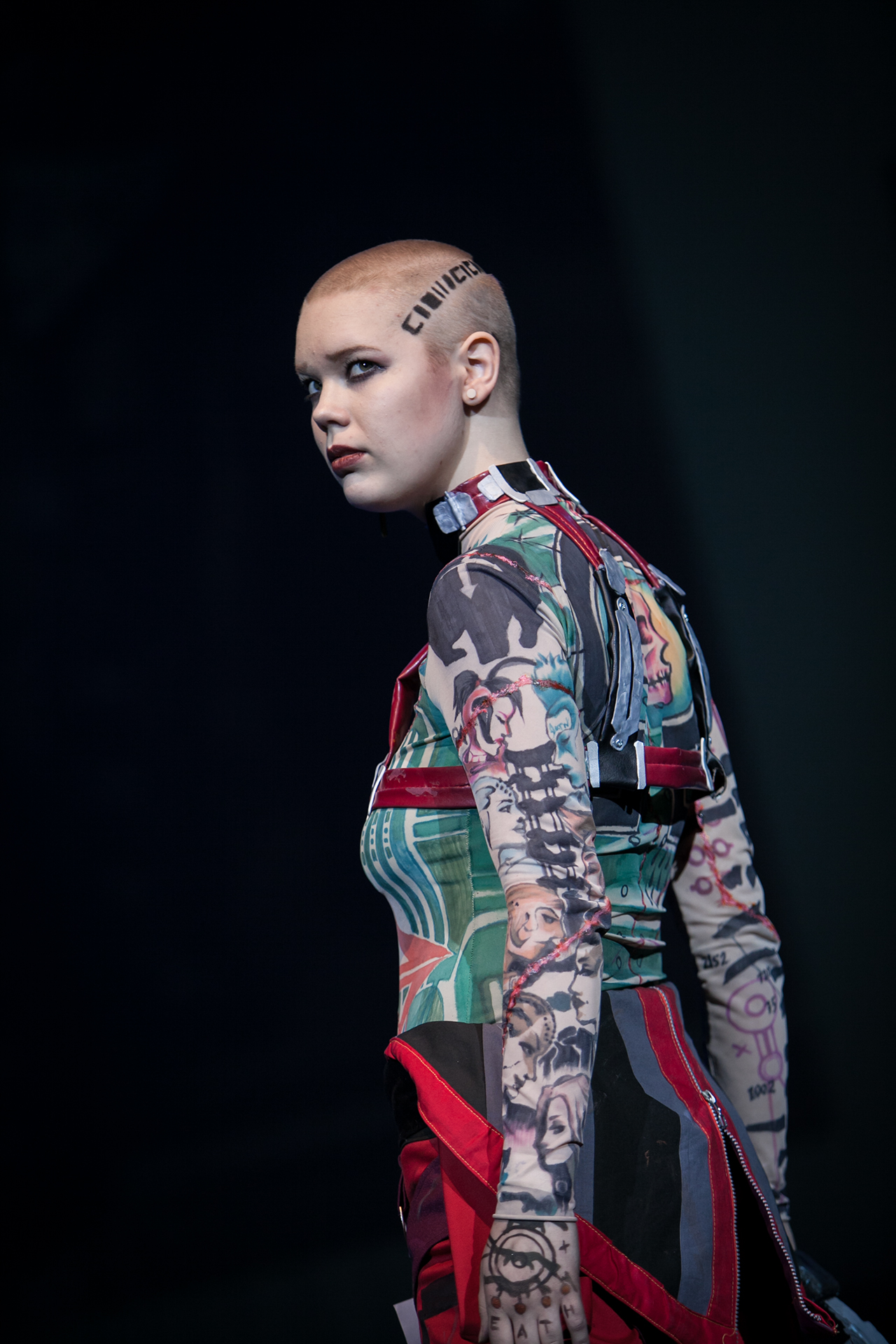
Cosplay di Jack

Jack è una potente biotica umana e criminale incallita. Notando il suo incredibile potenziale biotico, venne sottratta con l'inganno a sua madre quando era ancora una bambina e rinchiusa in una struttura di Cerberus su Pragia, dove le fu assegnato il nome di "Soggetto Zero" e dove fu sottoposta a brutali esperimenti. Nel progetto erano inclusi anche altri bambini con poteri biotici, che venivano utilizzati per testare la crescita dei poteri di Jack, che veniva drogata e torturata fisicamente e mentalmente e costretta a combattere con gli altri bambini in una specie di arena. In seguito a questi trattamenti, il potenziale biotico di Jack crebbe a tal punto da farla diventare, in futuro, una degli umani biotici più potenti della galassia. Un giorno, durante un combattimento, i bambini si rivoltarono agli scienziati, e Jack approfittò del caos per fuggire, uccidendo chiunque le si parasse davanti. Dopo la sua fuga e la morte di quasi tutti i bambini e lo staff, Cerberus chiuse per sempre la struttura e il progetto. Dopo aver inizialmente usato lo pseudonimo Jacqueline Nought, la ragazza diventa famosa come "Jack" rendendosi protagonista di crimini come pirateria, rapimenti, vandalismi e assassinii, entrando a far parte di gruppi organizzati o lavorando da sola. In un tempo imprecisato, viene poi catturata dagli agenti di Cerberus e tenuta in una capsula di stasi nella nave prigione dei Sole Blu "Purgatory", in modo da essere poi "consegnata" a Shepard per il suo equipaggio. In un albo della serie a fumetti Mass Effect: Foundation sono stati poi narrati questi fatti.
L'Uomo Misterioso consegna a Shepard il suo dossier comunicandogli che Cerberus ha pagato la cauzione di Jack per farla entrare nell'equipaggio della nuova Normandy. Una volta arrivati alla Purgatory, però, i Sole Blu non mantengono il patto e cercano di imprigionare anche Shepard. Il comandante e la sua squadra si fanno quindi strada con la forza sino alla cella di isolamento dove è tenuta Jack, che una volta liberata scatena la sua rabbia contro i Sole Blu e i loro mech. Una volta giunta all'uscita della nave prigione, però, la ragazza si rende conto che non può fuggire. Raggiunta da Shepard, questi la convince a salire sulla Normandy ed entra quindi a far parte della sua squadra, ma facendosi promettere la consegna dei documenti che Cerberus ha su di lei. Successivamente chiederà al comandante di recarsi su Pragia per poter piazzare una bomba e distruggere la struttura, ormai abbandonata e decadente, in cui è stata sottoposta agli esperimenti di Cerberus.
Le torture che ha dovuto subire da piccola l'hanno resa con il tempo una psicopatica dalla personalità altamente violenta e antisociale. Quando parla si esprime molto volgarmente ed è facilmente provocabile, oltre ad avere una profonda passione per la violenza. Il suo corpo è quasi completamente ricoperto da tatuaggi e cicatrici, e i suoi capelli sono rasati a zero (anche se in Mass Effect 3 si fa crescere una coda, sempre tenendo rasati i lati della testa). Essendo stata usata e sfruttata più volte dalle persone con cui ha lavorato, Jack rifiuta di fidarsi di chiunque e rimane confusa e profondamente turbata quando vede che Shepard, nonostante le sue continue ingiurie e offese verso il comandante, continua a scendere al suo alloggio nella Normandy per parlarle. Se sopravvive alla missione suicida, in Mass Effect 3 Jack è cambiata profondamente, rimanendo sempre impulsiva e volgare ma diventando meno asociale e violenta. Le viene infatti assegnato il compito di insegnante all'Accademia Grissom, una scuola per biotici dell'Alleanza. Quando Cerberus attacca la struttura, con l'aiuto di Shepard Jack difende i suoi allievi senza nessuna esitazione, dimostrando quanto si sia affezionata a loro. In questa occasione viene rivelato da Liara che il suo vero nome è Jennifer. Se Shepard non accorre in aiuto all'Accademia, tuttavia, sia gli studenti che Jack vengono catturati da Cerberus e sottoposti a esperimenti. In questo caso la si incontra nuovamente al quartier generale di Cerberus, la stazione Cronos, sotto forma di phantom (una milizia di Cerberus specializzata in combattimento con spade ninja e occultamento) e ostile a Shepard e al suo gruppo.
Shepard maschio può intrattenere una relazione con lei dal secondo capitolo.
Grunt

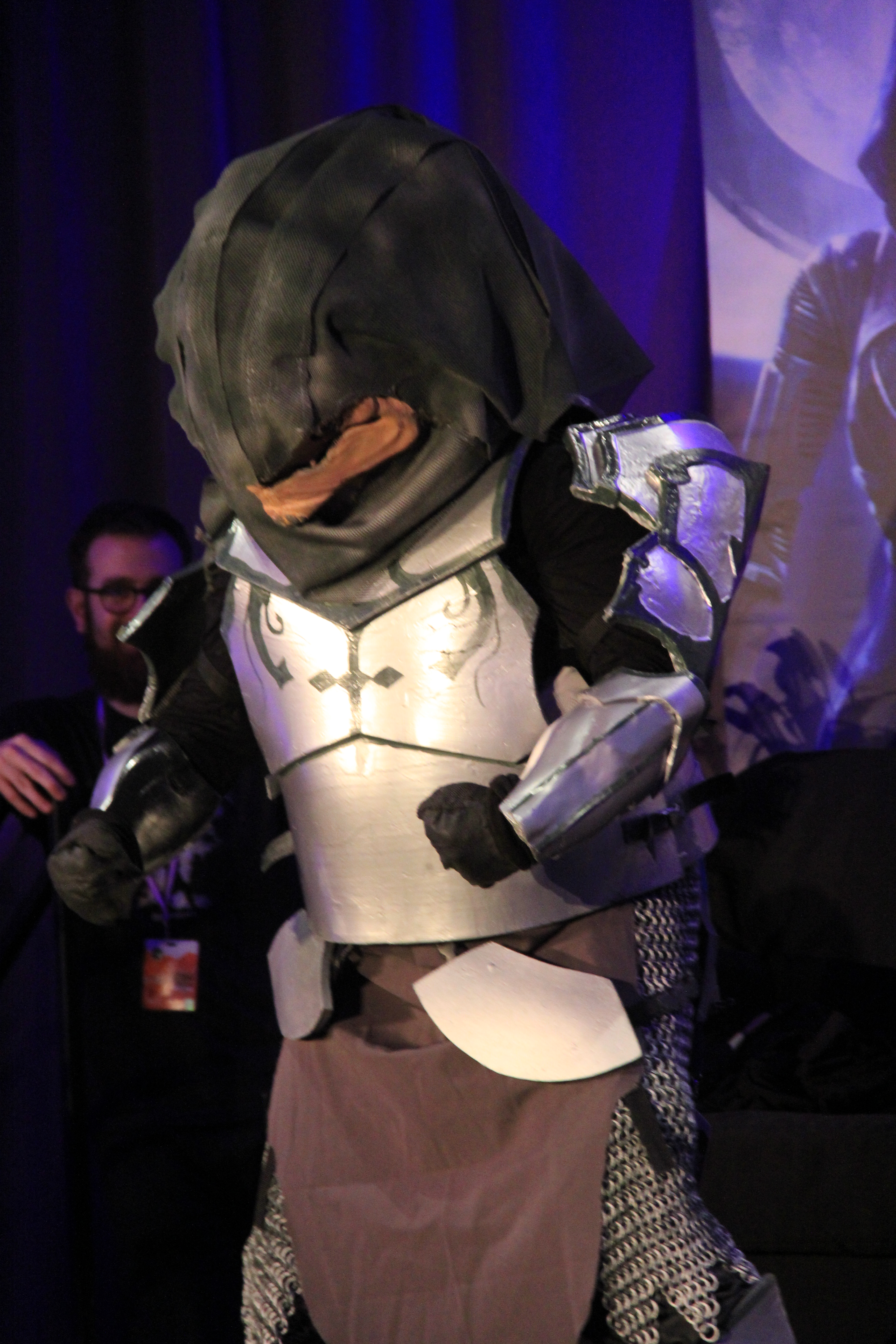
Cosplay di Grunt

Grunt è un Krogan artificiale creato dal Signore della Guerra Okeer sul pianeta Korlus, utilizzato dal capo mercenario Jedore per le sue folli sperimentazioni di guerra. Dopo la morte di Okeer e Jedore, il primo ucciso dal gas liberato nel suo laboratorio dai mercenari e la seconda uccisa dalla squadra di Shepard, la vasca contenente l'ancora incosciente Grunt viene trasportata a bordo della Normandy. Qui Shepard può decidere se liberarlo o tenere la vasca stivata, in attesa di consegnarla a Cerberus. Se viene fatta la prima scelta, al suo risveglio Grunt attacca subito il comandante, sbattendolo contro la parete della stiva. Egli, però, prima di ucciderlo gli chiede un nome, in quanto ha memoria di grandi combattimenti del passato trasmessagli da Okeer e dai geni dei Signori della Guerra Krogan utilizzati per crearlo, ma non gli è mai stato dato un nome. Alla fine sceglie lui stesso il nome Grunt, l'ultima parola sentita da Okeer prima di morire. Vedendolo distratto, Shepard ne approfitta per spiegargli che ha bisogno di lui nella lotta contro i Collettori, e che il suo equipaggio è forte e alla sua altezza. Inebriato dal desiderio di combattere, Grunt accetta l'offerta e decide di rimanere nella stiva, in attesa delle prossime missioni.
Egli, però, diventa presto irrequieto e nervoso, rivelando a Shepard che sente un fortissimo desiderio di distruggere qualsiasi cosa senza riuscire a soddisfarlo. IDA consiglia al comandante di recarsi a Tuchanka, il pianeta natale dei Krogan, per chiedere informazioni sullo stato di Grunt. Questi si rivela essere in una specie di stato simile alla pubertà che tutti i Krogan attraversano. Per superarlo, il Krogan deve sottoporsi al "rito di passaggio": dovrà combattere in un'arena accompagnato dai migliori membri del suo clan, sopravvivendo a un'ondata di Varren e a un'ondata di Klixen, per poi resistere almeno per 5 minuti all'attacco di un Divoratore. Grunt ottiene il permesso di portare Shepard e un altro membro del suo equipaggio con sé, in quanto la Normandy viene considerato il suo clan. Se riescono a uccidere il Divoratore, Shepard e Grunt vengono lodati dagli altri Krogan del clan Urdnot per essere riusciti ad uccidere l'enorme creatura dopo che l'ultimo ad esserci riuscito era stato proprio Urdnot Wrex, parecchi anni prima.
Se sopravvive alla missione finale di Mass Effect 2, Grunt può essere rincontrato durante una missione di soccorso a una squadra Krogan mandata in esplorazione di una caverna su Utukku, probabilmente abitata dai Rachni. Grunt, a capo di un'altra squadra di soccorso mandata dal clan Urdnot, propone a Shepard di entrare nella caverna e raggiungerne il centro mentre lui e la sua squadra tengono occupati il grosso dei nemici. I Rachni nella caverna si rivelano mutanti creati dai Razziatori, che tengono prigioniera la vera regina Rachni (se salvata da Shepard in Mass Effect) o un'altra regina Rachni creata artificialmente dai Razziatori (se la vera regina è stata uccisa da Shepard). Anche in questo caso, Shepard può decidere se salvare la regina o lasciarla morire. In entrambi i casi, la caverna comincerà a franare e la squadra di Shepard dovrà farsi strada tra una miriade di mutanti. Grunt impone a Shepard di andare avanti, mentre lui tiene occupati i mutanti. Se la sua furia incontrollata non è stata curata in Mass Effect 2, Grunt non uscirà più dalla caverna, venendo con ogni probabilità ucciso dai nemici o dalla frana, mentre esce proprio all'ultimo momento sano e salvo, venendo subito soccorso da Shepard. La sua ultima apparizione avviene sulla Terra, se Shepard sceglie di contattarlo via ologramma.
Samara

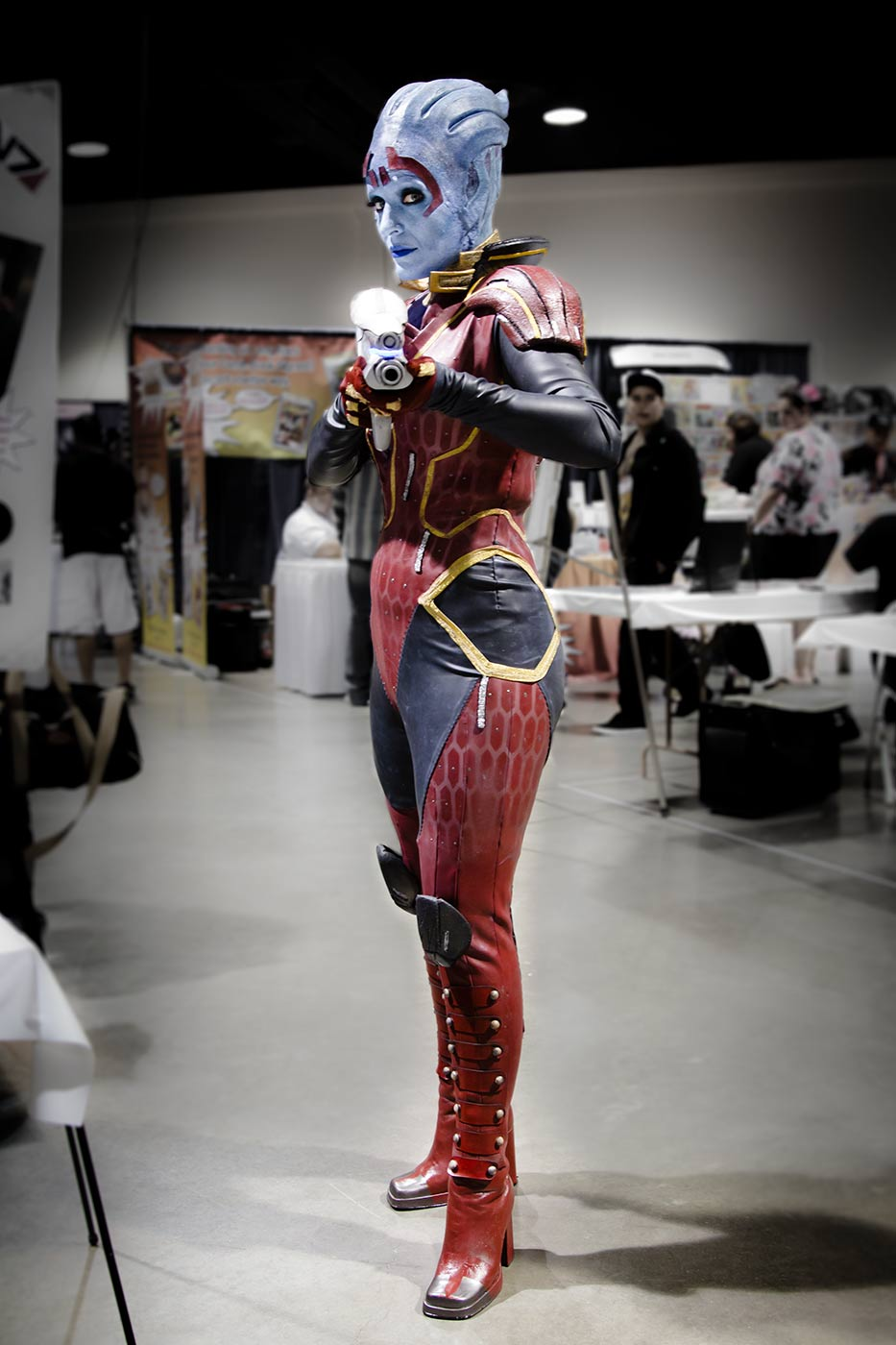
Rana McAnear nel personaggio di Samara al Long Beach Comic Con 2012

Samara è una Justicar, un antico ordine di guerriere Asari che protegge i deboli e punisce i malvagi. Samara viene reclutata da Shepard in Mass Effect 2 su Illium nella città di Nos Astra, mentre dà la caccia a una delle sue tre figlie Ardat-Yakshi, Morinth. Durante lo scontro su Omega bisogna scegliere tra Samara e sua figlia Morinth. Nel primo caso, e se sopravvissuta alla missione finale, la si incontra nuovamente in Mass Effect 3 al monastero sul pianeta Lesuss, mentre cerca di portare in salvo le altre sue due figlie durante un attacco dei Razziatori. Successivamente le si potrà parlarle alla Cittadella al livello delle ambasciate e contattare via ologramma una volta sulla Terra.
Thane Krios
Thane Krios è un assassino Drell, il primo della sua razza incontrato nella serie. Già dall'età di 6 anni comincia ad essere addestrato nell'arte dell'omicidio dagli Hanar, per cominciare a lavorare per diversi committenti a 12 anni. Durante un lavoro conobbe la sua futura moglie Irikah, da cui nacque suo figlio Kolyat. Per un certo periodo Thane abbandona la sua vita di assassino per dedicarsi alla sua famiglia, ma dopo un certo periodo di inattività torna a uccidere per mantenere la famiglia economicamente; alla fine alcuni dei tanti nemici che si è creato nella sua carriera uccidono Irikah. Dopo averla vendicata uccidendo sia gli assassini che i committenti, e aver scoperto di aver contratto una malattia terminale ai polmoni, lascia il figlio agli Hanar e decide di viaggiare per la Galassia per cercare di renderlo un posto migliore, accettando come bersaglio delle sue missioni solo persone malvagie. Gli eventi avvenuti dall'incontro con Irikah alla vendetta di Thane sono narrati in un volume della serie a fumetti Mass Effect: Foundation.
Incontra il comandante Shepard su Illium, poco dopo aver concluso il suo ultimo lavoro, ovvero l'uccisione di Nassana Dantius, e si unisce al suo equipaggio quando gli viene riferito che dovranno combattere i Collettori per la salvezza della Galassia. Durante il lungo reclutamento dell'equipaggio, Shepard avrà la possibilità di aiutare Thane a riallacciare i rapporti con il figlio Kolyat, che da anni covava un forte rancore nei confronti del padre.
Se sopravvive alla missione suicida, si ritira nell'ospedale Huerta Memorial della Cittadella per poter mantenere sotto controllo la sua malattia, che comunque avanza inevitabilmente. Durante l'assalto di Cerberus alla Cittadella, combatte contro l'assassino Kai Leng salvando la vita del consigliere Salarian, ma a causa della debolezza causata dalla malattia viene sopraffatto e ferito gravemente. Ricoverato di urgenza all'Huerta, le sue condizioni appaiono disperate sin da subito, poiché l'affondo ricevuto dalla spada di Kai Leng ha peggiorato ancora di più la situazione già instabile dei suoi polmoni. Da sempre appassionato alla cultura politeista del suo pianeta, il Drell chiede a Shepard di pregare insieme a lui e al figlio Kolyat un'ultima volta per chiedere il perdono, prima di spirare. Kolyat rivelerà poi a Shepard che la preghiera era per il comandante, e non per Thane, in quanto questi era già stato perdonato.
Shepard femmina può intrattenere una relazione con lui dal secondo capitolo.
«Thane» era un termine scandinavo e anglosassone usato per descrivere un nobile di alto rango; in alternativa, il suo nome potrebbe derivare da Thanatos, la personificazione della morte per i greci (così come la parola greca per morte). «Krios» (Κριός) è invece sia la parola greca per la costellazione Ariete sia il nome di un Titano nella mitologia greca.
Legion

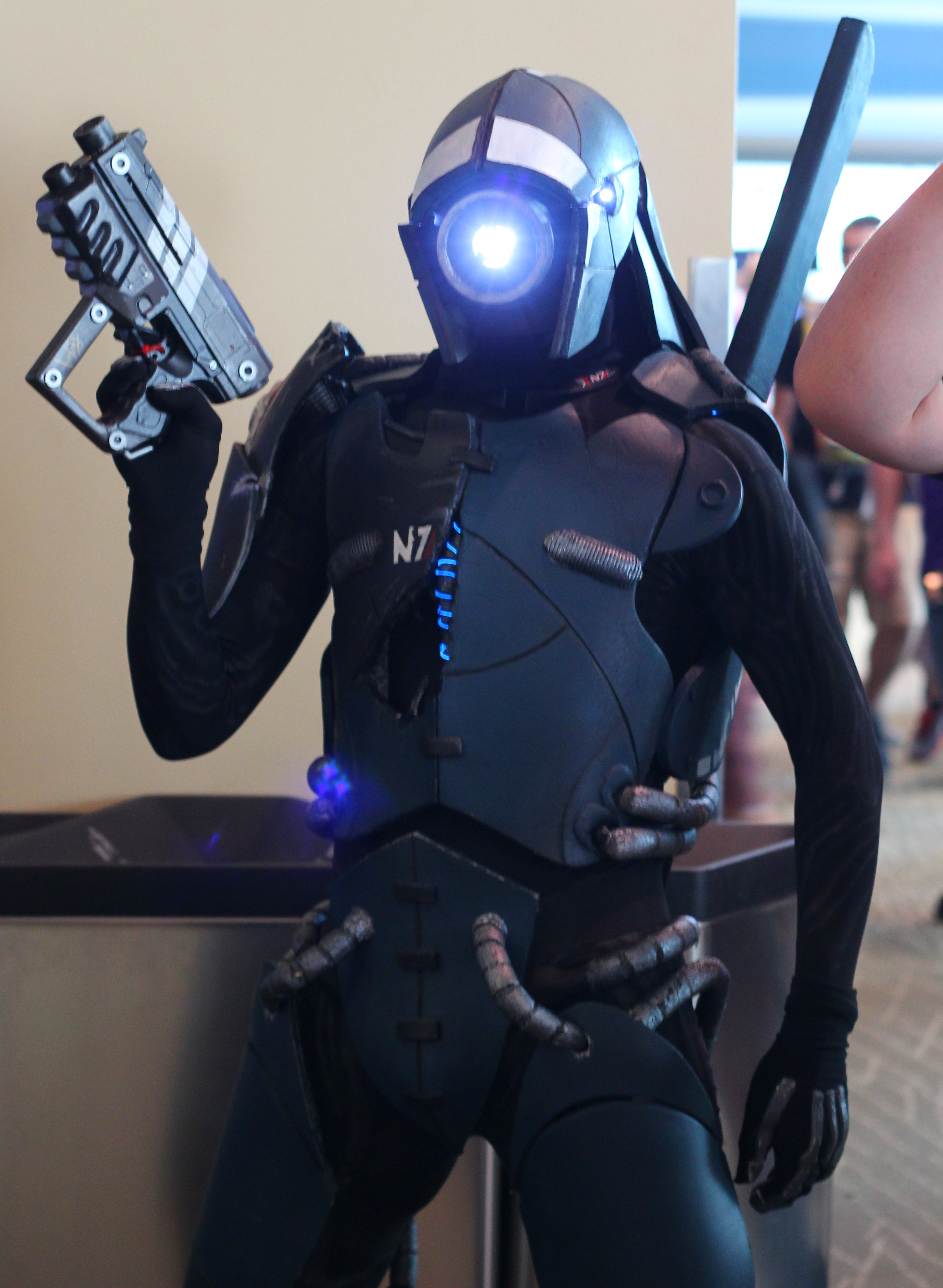
Cosplay di Legion

Legion è l'unico geth amichevole dell'intera saga nonché l'unico capace di parlare la lingua comune. Shepard lo recluta sul relitto del Razziatore, portandolo a bordo della Normandy mentre è disattivato a causa di un attacco dei Razziatori da cui difendeva il gruppo del comandante. Nella sala briefing Miranda e Jacob hanno due diverse opinioni di cosa farne: Miranda lo vuole consegnare a Cerberus (in tal caso alla stazione Cronos, in Mass Effect 3, bisognerà combatterlo), mentre Jacob lo vuole distruggere. Se Shepard sceglie di non consegnarlo a Cerberus e di attivarlo, Legion farà parte dell'equipaggio. In quest'ultimo caso, e se sopravvissuto alla missione finale, lo si incontrerà nuovamente in Mass Effect 3 su una corazzata geth, imprigionato dai Razziatori. Muore su Rannoch in base alle scelte di Shepard: se si decide di condannare i geth all'estinzione, Legion si ribellerà e verrà ucciso da Tali; se saranno i Quarian a essere condannati all'estinzione, donerà comunque la sua coscienza ai Geth per permettere il potenziamento della sua specie. Nel qual caso Shepard riesca a salvare sia i Quarian che i Geth, Legion deciderà comunque di unire la sua coscienza a quella collettiva dei Geth, abbandonando definitivamente la piattaforma in cui era contenuto.
Zaeed Massani
Zaeed Massani è un mercenario umano che viene arruolato da Shepard durante la sua missione per fermare i Collettori. Veterano di molte battaglie, fu uno dei fondatori del gruppo mercenario dei Sole Blu, assieme a un altro umano di nome Vido Santiago. Quando quest'ultimo decide di assoldare i Batarian nel gruppo, Zaeed si trova in disaccordo con lui, e Vido cerca di ucciderlo. Sopravvissuto all'attentato, comincia a vagare come mercenario freelance per la galassia. Shepard lo incontra su Omega intento a uccidere un batarian, e chiedendo come favore personale la distruzione di una raffineria della Eldfell-Ashland su un pianeta di nome Zorya, viene arruolato nel suo equipaggio. Su quel pianeta si nasconde il suo rivale Santiago, e Zaeed cerca di ucciderlo senza successo, causando un grosso incendio. Shepard a questo punto può decidere se inseguire Vido (uccidendolo, ma rischiando la vita di innocenti operai) oppure salvare gli operai dalle fiamme (in questo caso Vido scapperà), per poi scegliere il destino di Zaeed una volta che questi si trova intrappolato sotto una maceria, aiutandolo a liberarsi o lasciandolo lì a morire.
In Mass Effect 3 inizia a lavorare per conto di chi voglia danneggiare le operazioni di Cerberus. Shepard lo incontra mentre cerca di proteggere l'ambasciatore Volus Din Korlack. Se il comandante ha ottenuto la sua lealtà nel precedente capitolo della serie, egli sopravvive e lo si potrà incontrare al campo profughi della Cittadella, disponibile per qualche chiacchierata. In caso contrario, morirà cercando di salvare l'ambasciatore.
Kasumi Goto

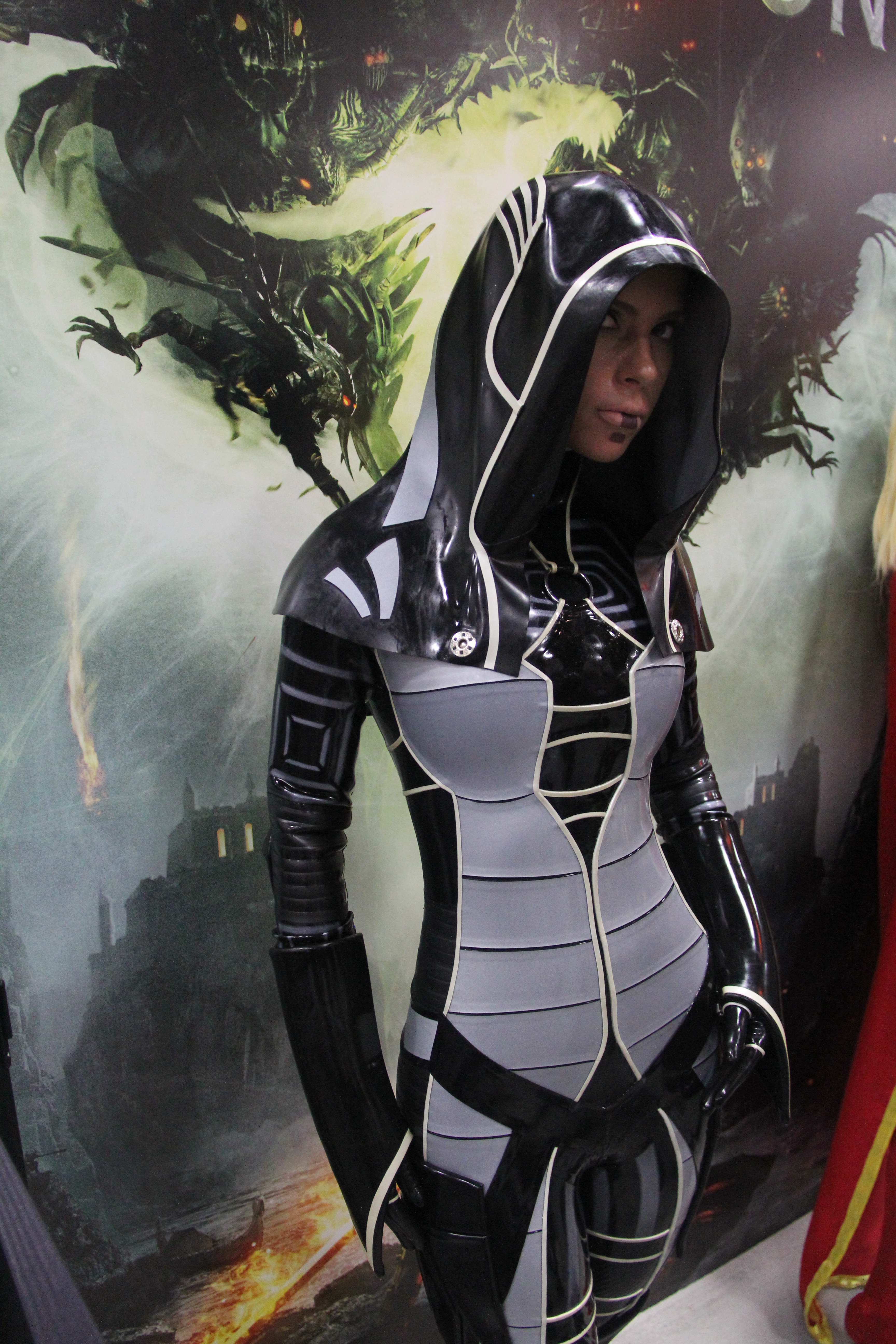
Cosplay di Kasumi Goto al San Diego Comic-Con 2014

Kasumi Goto è un'enigmatica ladra, esperta di infiltrazione e spionaggio. Opera in tutta la Galassia, ma quasi nessuno può dire di non conoscerla solo di nome.
In Mass Effect 2 viene assoldata da Cerberus per fare parte dell'equipaggio del comandante Shepard, ma solo in cambio di essere aiutata a recuperare una cosa a lei cara, chiamata "graybox". Una graybox, come spiegato dalla stessa Kasumi a Shepard, è un dispositivo che permette di registrare le memorie di una persona. La graybox in questione apparteneva al suo defunto fidanzato e partner di lavoro Keiji Okuda, ed è stata rubata dal miliardario Donovan Hock dopo aver ucciso il ragazzo, che tenta di hackerarla sin da allora per ottenere il suo contenuto. Shepard e Kasumi si infiltrano quindi nella residenza di Hock durante un suo ricevimento, ma ottenuta la graybox vengono scoperti da Hock. Dopo un lungo combattimento contro i mercenari assoldati da Hock e quest'ultimo, che tenta di uccidere gli intrusi utilizzando un jet armato. Con l'aiuto di Kasumi, Shepard riesce a far esplodere il velivolo, liberandosi per sempre di Donovan Hock. Ritornati sulla Normandy, Kasumi chiede a Shepard di partecipare all'apertura della greybox, che oltre a contenere informazioni estremamente pericolose nel caso venissero rese pubbliche contiene anche una dichiarazione d'amore a Kasumi. La ragazza vorrebbe tenere con sé la graybox intatta in ricordo di Keiji, ma il destino dello strumento dipenderà dalla scelta del comandante, che potrà consigliare la sua formattazione per via del materiale pericoloso contenutovi o accettare la proposta di Kasumi, fidandosi della sua discrezione.
In Mass Effect 3, se sopravvissuta alla missione suicida, la si può reincontrare in una missione secondaria sulla Cittadella, nella quale aiuta nell'ombra Shepard ad assistere il più grande rivale della ladra, lo Spettro Salarian Jondum Bau, nella sua indagine per incastrare un Hanar cospiratore. Si scopre poi che l'Hanar è stato indottrinato dai Razziatori, e che è in procinto di inviare un virus che disattiverà tutte le difese del pianeta natale degli Hanar. Kasumi tenta di fermare il virus, ma nella console dalla quale è stato inviato è stata montata una bomba, che esplode nel momento in cui la ladra riesce ad annullare l'invio. Bau si rende conto dell'accaduto, ed esprime il suo dispiacere e tutto il suo rispetto per Kasumi, che crede morta. Se in Mass Effect 2 è stata completata la sua missione per recuperare la graybox di Keiji, dopo che Bau lascia la stanza con l'Hanar, Kasumi si mostra a Shepard, rivelando che ha voluto fingere la sua morte per liberarsi definitivamente di Bau, che le stava con il fiato sul collo da anni. Rifiuta la proposta del comandante di unirsi all'equipaggio, ma accetta di partecipare alle ricerche per il Crucibolo. Se invece la sua graybox non è mai stata recuperata, Kasumi non si farà viva neanche con Shepard.
È uno dei tre personaggi ottenibili solo acquistando il relativo DLC, chiamato Kasumi - La memoria rubata ed acquistabile per Mass Effect 2. La sua storia con Kaiji è inoltre narrata in un volume della serie a fumetti Mass Effect: Foundation.
IDA

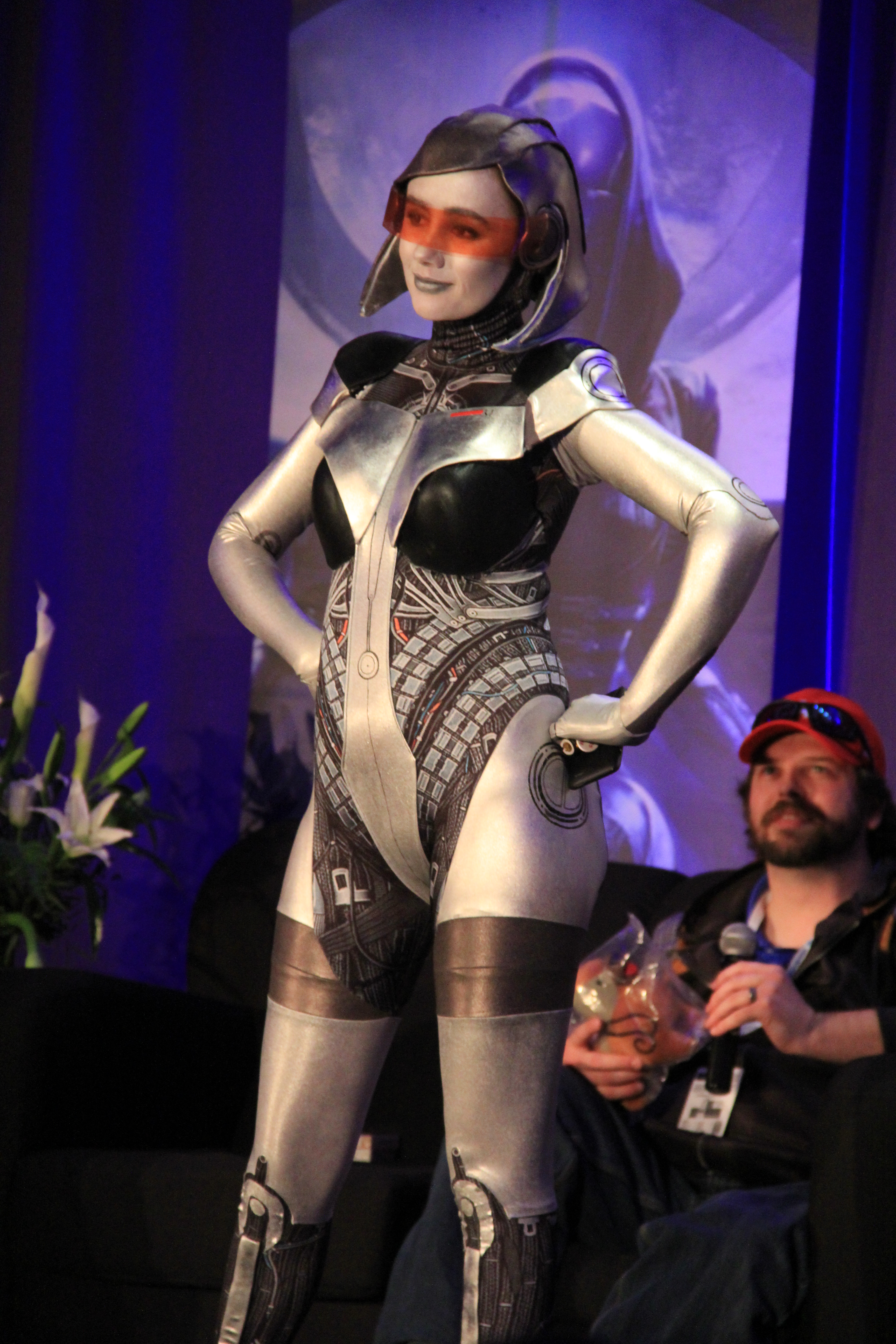
Cosplay di IDA al Penny Arcade Expo 2015

IDA (acronimo di Intelligenza Difensiva Avanzata) è un'intelligenza artificiale installata sulla Normandy ricreata di Cerberus. L'Uomo Misterioso, capo di Cerberus, ha deciso di farla creare per poter monitorare i progressi della missione e soprattutto per tenere sotto controllo Shepard e il suo equipaggio. In seguito si scoprirà che è stata sviluppata da una IV utilizzata nei campi di addestramento sulla Luna dall'Alleanza, rivelatasi difettosa dopo che cominciò ad attaccare qualunque essere umano con i droni presenti nella struttura. Messa fuori gioco da Shepard stesso in Mass Effect, è poi entrata in possesso di Cerberus per essere sviluppata come IA.
I suoi compiti primari sono la gestione della cyberguerriglia e lo dispensare consigli utili all'intero equipaggio, anche se ha molte altre funzioni che, all'inizio, sono protette da un blocco e quindi non accessibili neanche da lei stessa. Successivamente tale blocco verrà rimosso da Joker per poter permettere a IDA di salvare la nave dall'attacco dei Collettori. Senza il blocco IDA diventa la nave in sé, potendola controllare senza alcuna restrizione. Comincia inoltre a sviluppare una sua personalità, diventando una vera e propria entità capace di fare scelte e prendere decisioni in completa autonomia. Tra lei e Joker comincia a nascere una profonda intesa, vista anche l'inclinazione a fare battute della IA, molto probabilmente assimilata da Joker.
In Mass Effect 3, durante l'attacco dei Razziatori alla Terra, Joker prende il controllo della Normandy e, evacuato l'equipaggio e Shepard, si dirige su Marte sotto consiglio dell'ammiraglio Hackett. Sul pianeta la squadra mette fuori combattimento un mech avanzato di Cerberus, e lo porta sulla nave. IDA, notate il grande potenziale del corpo meccanico, decide di prenderne il controllo, spostando parte della sua coscienza nel mech, ma rimanendo comunque perlopiù attiva all'interno della Normandy. Convince così Shepard a farla entrare nella sua squadra.
Se alla fine del gioco Shepard decide di usare il Crucibolo per eliminare ogni forma di vita sintetica, IDA non appare nel filmato finale al fianco di Joker, come invece accade se si fa una delle altre due scelte.
James Vega
James Vega è un soldato dell'Alleanza che si unisce all'equipaggio di Shepard subito dopo l'attacco dei Razziatori alla Terra.
Prima degli eventi di Mass Effect 3 aveva fatto parte dello squadrone Delta, che mandato in missione sulla colonia umana di Fehl Prime aveva dovuto affrontare un attacco dei Collettori, e ritrovandosi improvvisamente a capo della squadra in seguito alla morte del capitano Toni, ha dovuto condurre alla salvezza i suoi uomini. Ha poi ricevuto la promozione a luogotenente per le sue azioni sulla colonia, per poi essere messo a guardia del comandante Shepard, consegnatosi all'Alleanza per rispondere delle sue azioni che hanno portato alla distruzione di un portale galattico e di un intero sistema Batarian. Questi eventi vengono narrati in dettaglio nel film d'animazione Mass Effect: Paragon Lost e nel minifumetto Mass Effect: Conviction. In un volume della miniserie a fumetti Mass Effect: Homeworlds si narra invece di come James abbia deciso di entrare nell'esercito.
James non ha nessun potere particolare, ma è un forte e resistente soldato, e può utilizzare fucili d'assalto e fucili a pompa. Di costituzione molto robusta, ama allenarsi costantemente, e durante i viaggi sulla Normandy lo si può trovare facendo trazioni alla sbarra. Considera il comandante Shepard un vero e proprio mentore, e quando, durante Mass Effect 3, gli viene proposto dall'Alleanza di entrare a far parte del programma N7, si reca subito alla cabina del comandante per chiedere prima il suo parere. Alla successiva libera uscita alla Cittadella lo si potrà trovare agli alloggi di emergenza ai moli mentre si fa fare un tatuaggio con la scritta "N7". Questa verrà poi mostrata nel DLC La Cittadella.
Ha un carattere molto estroverso e tipicamente spaccone, dice sempre ciò che pensa e ama scherzare con i suoi compagni, in particolare con Steve Cortez e Garrus Vakarian. Tuttavia ciò può portarlo a situazioni imbarazzanti davanti a Shepard, come quando cerca di flirtare con lei per scherzo e il comandante lo prende sul serio. James è infatti l'unico umano tra i personaggi giocabili in tutta la serie che non può avere una relazione con Shepard. Tuttavia nel DLC La Cittadella è possibile, se non si ha avuto una relazione con nessun altro personaggio con Shepard femmina e si ha un grado di confidenza abbastanza alto con lui, trascorrere una notte insieme. Se ciò non accade, lo si potrà invece trovare flirtando con Ashley Williams, se quest'ultima è nella squadra.
Javik
Javik è l'ultimo Prothean ancora in vita rimasto nella galassia. Viene trovato in una capsula di stasi criogenica su Eden Prime durante una missione in Mass Effect 3. Dopo diversi scontri con Cerberus, Shepard e la squadra, grazie al cifratore di Feros, scoprono la password per aprire la capsula senza uccidere l'ospite, così da poterlo far entrare nella squadra e soddisfare il suo desiderio di vendetta per tutti i suoi fratelli uccisi dai Razziatori 50.000 anni prima.
È disponibile solo con il DLC Dalle ceneri.

### Mass Effect: Andromeda
Cora Harper
Cora Harper è una tenente biotica umana ed ex ufficiale dell'Alleanza dei Sistemi. Fu trasferita al Programma Valchiria del Consiglio della Cittadella (una sezione del piano di integrazione militare interspecie) e ha fatto parte dell'unità di commando asari chiamata Figlie di Talein.
L'addestramento da cacciatrice e le sue capacità biotiche hanno fatto di lei la seconda in comando di Alec Ryder e, se necessario, il successore al ruolo di Pioniere.
Cora ha prestato la sua voce al briefing di orientamento dell'Iniziativa Andromeda sulla squadra Pioniere, ed è una potenziale opzione per una relazione.
Liam Kosta
Liam Kosta è un umano specializzato in pronto intervento, con addestramento tattico civile. Da si iscrisse all'università in ingegneria, ma lasciò per addestrarsi a diventare poliziotto e, in seguito, venne trasferito all'unità terrestre nell'ambito di un gruppo di pronto intervento multispecie.
Distintosi per la versatilità e la poliedricità, Liam è stato selezionato dal Pioniere Alec Ryder per supportare la squadra. Liam ha prestato la propria voce al briefing di orientamento dell'Iniziativa Andromeda sulle armi e abilità biotiche, ed è una potenziale opzione per una relazione.
Vetra Nyx
Vetra Nyx è una Turian nata a Palaven, che ha vissuto in un'infinità di posti prima di unirsi all'Iniziativa Andromeda. Ha affinato le sue abilità quando lavorava come contrabbandiere e mercenaria. Vetra può essere un'opzione romantica per entrambi i sessi.
Pelessaria "Peebee" B'Sayle
Pelessaria B'Sayle è un'asari proveniente da Port Lerama, capitale del pianeta Hyetiana. Appassionata allo studio della tecnologia e della robotica, ha cominciato a stancarsi di vivere nella Via Lattea e si è unita all'Iniziativa Andromeda. Profondamente indipendente con l'avventura nel sangue, è arrivata ad Andromeda originariamente a bordo del Nexus per poi abbandonarlo velocemente per avventurarsi da sola prima di incontrare la squadra di Ryder. Intelligente ma diretta, decide di unirsi a loro solo come mezzo per scoprire altri misteri nella galassia. Peebee è una potenziale opzione per una relazione con entrambi i sessi.
Nakmor Drack
Drack è un guerriero e veterano di guerra Krogan con 1 400 anni di esperienza come soldato, pirata e mercenario nella Via Lattea. Appartenente al clan Nakmor, è l'unico fedele al Nexus.
Jaal Ama Darav
Jaal è un'Angara nativo della galassia di Andromeda, nato da una famiglia famosa. Membro di alto rango della Resistenza angara in guerra con i Kett, dopo l'arrivo dell'Iniziativa Andromeda nel loro angolo di universo, si unisce alle forze del Pioniere umano Ryder e alla sua squadra. Inizialmente era un'opzione romantica solo per il personaggio femminile, mentre dal 2017 è disponibile per entrambi i sessi.

## Personaggi secondari

### Trilogia
Jeff Moreau
Jeff Moreau, meglio conosciuto come Joker, è il tenente pilota della SSV Normandy SR1 e, successivamente, della SSV Normandy SR2. È affetto dalla sindrome di Vrolick, malattia che causa particolare fragilità alle ossa, e per questo motivo passa la maggior parte del tempo seduto al posto di guida della nave, mentre quando cammina zoppica vistosamente.
Jeff trascorre la sua giovinezza nella stazione di Arcturus Station, a stretto contatto con le navi spaziali, sino a quando decide di entrare nell'Alleanza per diventare pilota. Per la sua tendenza a starsene sulle sue e a non sorridere quasi mai, durante i corsi l'istruttore comincia a chiamarlo Joker, nomignolo con cui poi si abituerà a farsi chiamare. Alla fine dei corsi, Joker riesce a superare in bravura sia tutti gli altri allievi che l'istruttore stesso. Dopo aver più volte fatto domanda per la SSV Normandy, nave sperimentale dell'Alleanza ancora da inaugurare, riesce a ottenere il posto di pilota nella nave, che viene messa sotto il comando del capitano David Anderson. Successivamente questi lascia al comando al comandante Shepard, che con il tempo instaurerà un profondo rapporto di rispetto e fiducia con Joker. Durante l'attacco della Sovereign alla Cittadella, Joker guida la Normandy in testa alla squadra d'attacco dell'Alleanza, risultando decisivo nell'attacco decisivo, quando gli scudi del Razziatore vengono abbattuti da Shepard e la sua squadra.
Quando la Normandy è attaccata dalla nave dei Collettori in Mass Effect 2 Joker non abbandona la nave, dicendo che può ancora salvarla. Shepard riesce però a convincerlo a salvarsi e, facendolo evacuare per primo, lo salva sacrificandosi. Due anni dopo, quando Cerberus riporta in vita Shepard, Joker viene contattato per pilotare la nuova Normandy costruita per il comandante. Anche se è felice di rivedere il suo comandante vivo, il pilota è comunque irritato dalla presenza di IDA, un'intelligenza artificiale messa nella nave. Tuttavia, verso la fine del gioco, quando i Collettori invadono la Normandy per rapire l'equipaggio mentre Shepard e la sua squadra sono assenti per via di una missione, Joker e IDA collaborano insieme per espellere gli intrusi e salvare almeno la nave, e tra loro comincia a nascere una sorta di intesa. Durante la missione suicida i due operano in perfetta sintonia per evitare i numerosi pericoli mortali oltre il portale Omega 4, e la squadra riesce a distruggere la base dei Collettori ed evacuare in tempo prima che l'intera zona salti in aria grazie al pilota e alla IA.
Dopo che la Normandy viene confiscata dall'Alleanza, Joker ottiene il permesso di poter rimanere comunque sulla nave e, messosi d'accordo con IDA, riesce a far credere agli esaminatori che non è una IA, ma una semplice IV, così da evitare la sua rimozione. Successivamente, quando IDA prende il controllo di un corpo robotico, Joker comincia ad esternare i sentimenti che già prima provava verso la IA, e con l'aiuto di Shepard i due riescono a trovare l'intesa giusta per iniziare una relazione. Alla fine di Mass Effect 3, Joker riesce a portare in salvo la Normandy proprio prima che i portali comincino ad esplodere dopo l'attivazione del Crucibolo da parte di Shepard, non riuscendo però a salvare il comandante, che aspetta sino all'ultimo.
Compare anche nel fumetto Mass Effect: He Who Laughs Best, dove viene raccontata la sua storia prima di entrare a far parte dell'Alleanza.
David Anderson
David Anderson è il primo capitano della SSV Normandy SR1, che ha poi lasciato al comandante Shepard una volta che questi è diventato uno Spettro.
Prima di essere assegnato alla Normandy, Anderson è stato decorato di varie medaglie per la sua straordinaria condotta nell'esercito dell'Alleanza, oltre ad essere stato il primo ad entrare nel neonato programma N7 ed essersi distinto nella Guerra del Primo Contatto. Egli è stato il primo umano selezionato per poter diventare uno Spettro, ma la missione che avrebbe sancito ciò fu sfruttata da Saren Arterius, che avrebbe dovuto supervisionare il lavoro di Anderson, per mettere in cattiva luce l'umano. Lo Spettro Turian fece infatti esplodere intenzionalmente vari serbatoi di elemento zero vicini al luogo in cui degli schiavisti tenevano gli ostaggi che avrebbero dovuto liberare. Morirono molti innocenti, e Saren fece ricadere la colpa dell'accaduto su Anderson, dichiarando che questi, avvisando le guardie, non gli avesse lasciato altra scelta che agire in quel modo. Anderson non fu più considerato dal Consiglio come un possibile candidato, ma si focalizzò sulla sua carriera da militare nell'Alleanza.
Dopo aver lasciato il comando della Normandy, Anderson rimane alla Cittadella e aiuta Shepard a riprendere il controllo dell'astronave quando questa viene confiscata dal Consiglio, rischiando di essere condannato a morte per tradimento. Tuttavia le sue azioni si rivelano decisive in seguito agli eventi successivi, e dopo l'attacco della Sovereign alla Cittadella viene anzi proposto come possibile candidato a un posto nel Consiglio come primo consigliere umano della storia. La scelta viene lasciata a Shepard, che potrà decidere tra lui e l'ambasciatore Udina. In entrambi i casi, in Mass Effect 2 lo si potrà trovare nell'ufficio di Udina, dove scambia alcune parole con Shepard ma non dà alcuna informazione ufficiale sui suoi vecchi compagni di squadra, dato che il comandante sta con Cerberus, considerato un pericoloso nemico dall'Alleanza. Concede a Shepard un incontro con il Consiglio, che come fatto in precedenza ignorerà gli avvisi di Shepard sui Razziatori ritenendolo un visionario.
Dopo che Shepard torna sulla Terra per consegnarsi all'Alleanza, si scopre che Anderson, anch'egli tornato sul pianeta, è stato promosso ad ammiraglio. Quando i Razziatori lanciano il loro primo attacco alla Terra scorta Shepard sino alla Normandy, ma rifiuta la richiesta del comandante di seguirlo, rivelando che il suo desiderio è rimanere lì per organizzare la resistenza. Successivamente si terrà a contatto con Shepard tramite ologramma sino alla battaglia finale sulla Terra. Sarà l'unico, insieme a Shepard, a raggiungere vivo la Cittadella portata nell'orbita terrestre dai Razziatori, nel tentativo di evitare che questa venga avvicinata al Crucibolo, formidabile ed enorme arma che si crede sia in grado di distruggerli. All'interno della Cittadella Anderson cerca un modo di aprire le braccia della stazione e permettere al Crucibolo di unirsi ad essa, ma proprio quando viene raggiunto da Shepard viene fermato dall'Uomo Misterioso, che forte dei suoi poteri di indottrinazione costringe Shepard a sparargli all'altezza dello stomaco. Tuttavia il comandante riesce a far capire all'Uomo Misterioso di essere stato a sua volta indottrinato dai Razziatori, e questi, disperato, si toglie la vita. Shepard apre quindi le braccia della Cittadella, che si unisce al Crucibolo senza però nessun effetto. Si siede accanto a un Anderson ormai in fin di vita, che dopo un breve dialogo gli dice che è fiero di lui, prima di morire.
Oltre che in tutti e tre i videogiochi della serie, fa la sua apparizione anche nella miniserie a fumetti Mass Effect: Conviction, nel film Mass Effect: Paragon Lost, nel fumetto Mass Effect: He Who Laughs Best e nei romanzi Mass Effect: Revelation, Mass Effect: Ascension, Mass Effect: Deception e Mass Effect: Retribution.
Steven Hackett
Importante e decorato ammiraglio dell'Alleanza, Steven Hackett fa la sua apparizione in tutti e tre i capitoli della serie.
Nato a Buenos Aires nel 2134, entra nell'esercito nel 2152 come volontario per le missioni di colonizzazione ad alto rischio. Già nel 2156 viene assegnato alla Stazione Arcturus come vice luogotenente, per poi essere promosso ad ammiraglio dopo essersi distinto nella Guerra del primo contatto. Durante la battaglia della Cittadella, Hackett guida l'attacco della quinta flotta contro la Sovereign; in seguito alle sue gesta durante questo avvenimento, viene promosso ad ammiraglio capo delle forze militari dell'Alleanza.
Mentre in Mass Effect si limita ad assegnare missioni di una certa rilevanza al comandante Shepard tramite comunicazione vocale, in Mass Effect 2 parla con lui di persona in seguito agli eventi del DLC L'avvento, recandosi sulla SSV Normandy SR2. In questa occasione lo si incontra per la prima volta nella serie: alto e ben piazzato, ha i capelli grigio-bianchi e una lunga cicatrice che gli attraversa la parte destra del viso.
In Mass Effect 3 il suo ruolo è di ancor maggior spessore, in quanto coordina tutte le forze dell'Alleanza in preparazione alla battaglia contro i Razziatori. Durante il gioco si terrà in stretto contatto con Shepard tramite ologramma, dispensando consigli e pareri sulle missioni del comandante e rispondendo alle sue domande riguardanti la situazione sulla Terra e il decorso della guerra. Alla fine, è la sua voce a narrare gli eventi futuri che seguiranno alla linea temporale attraversata dalla trilogia.
In inglese è doppiato da Lance Henriksen, mentre in italiano prima da Marco Pagani e successivamente, in Mass Effect 3, da Gabriele Calindri.
Appare anche nel film Mass Effect: Paragon Lost (doppiato da Bruce Carey) e nella miniserie a fumetti Mass Effect: Homeworlds.
Donnell Udina
In Mass Effect Udina è l'ambasciatore umano sulla Cittadella. Avido di potere, fa di tutto per cercare di portare gli umani (e di conseguenza sé stesso) tra le specie del Consiglio, tanto che, in combutta con il Consiglio stesso, tradisce Shepard e i suoi compagni conducendo la Normandy con una falsa convocazione alla Cittadella, dove i sistemi primari della nave vengono disattivati così da impedire al comandante di raggiungere Ilos, dove Saren si trova in cerca del Condotto, e di tenere sotto controllo Shepard intrappolandolo nella stazione. Shepard viene però aiutato dall'ammiraglio Anderson, che mette fuori gioco Udina (o elude la sorveglianza, a seconda della scelta presa) e riattiva la Normandy. Udina ricompare alla fine del gioco, quando Shepard deve scegliere chi tra lui o Anderson diventi il primo rappresentante umano della storia nel Consiglio.
Verrà rincontrato in Mass Effect 2 quando Shepard torna alla Cittadella per far visita ad Anderson, e si mostrerà spiacevolmente sorpreso di rivedere il comandante ancora in circolazione. In Mass Effect 3, indipendentemente dalla scelta presa alla fine di Mass Effect, Udina fa parte del Consiglio come rappresentante della specie umana. Frustrato e disperato a causa della volontà degli altri membri del Consiglio di voler aiutare ognuna delle proprie specie ma non gli umani contro gli attacchi dei Razziatori, si allea con l'Uomo Misterioso aiutando dall'interno Cerberus a invadere la Cittadella. Proprio durante l'attacco di Cerberus verrà ucciso, dopo essere stato smascherato, da Shepard o da Ashley/Kaidan.
Curiosamente, in Mass Effect 3 il colore dei suoi capelli è stato cambiato dal grigio al castano scuro.
Il personaggio è doppiato in inglese da Bill Ratner e in italiano da Enrico Bertorelli in Mass Effect e da Antonio Paiola in Mass Effect 2 e Mass Effect 3.
Karin Chakwas
È la dottoressa assegnata alla Normandy in tutti e tre i capitoli della serie. Esperta di biologia delle più conosciute specie senzienti della Galassia, in più di un'occasione la sua collaborazione si rivela essenziale durante la storia, come quando Liara e Garrus vengono affidati alle sue cure. Si occupa anche di Shepard durante il suo primo incontro con una sonda Prothean, su Eden Prime. Inoltre si occupa delle cure mediche di cui Joker ha costante bisogno.
Riesce a fuggire insieme a gran parte dell'equipaggio quando la nave dei Collettori distrugge la Normandy, attacco durante il quale il comandante Shepard perde la vita. Viene quindi assegnata a una stazione medica su Marte, ma sentendo la mancanza del lavoro a bordo di una nave e soprattutto del comandante Shepard, accetta subito la richiesta di Cerberus ad unirsi a una nuova Normandy quando le viene detto che avrebbero riportato in vita Shepard.
Verso la fine di Mass Effect 2 viene rapita dai Collettori quando questi attaccano l'indifesa Normandy SR2 e portata oltre il portale Omega 4, nel loro covo, insieme al resto dell'equipaggio della nave. Se Shepard ritarda la missione di soccorso, questi moriranno tutti a parte la Chakwas, che in ogni caso potrà essere salvata. Il comandante deve quindi scegliere un membro del suo equipaggio per scortare i sopravvissuti, oppure mandarli da soli alla Normandy. Se fa la seconda scelta o decide di mandare un compagno di cui non è riuscito a ottenere la lealtà, la dottoressa e gli altri eventuali sopravvissuti moriranno prima di poter raggiungere la nave.
Se sopravvive, in Mass Effect 3 la si può trovare alla Cittadella, precisamente all'Huerta Memorial Hospital, per accertarsi delle condizioni di Kaidan o Ashley dopo la missione su Marte. Se Shepard le parla, potrà proporle di tornare a bordo della Normandy o di continuare a lavorare alla struttura dell'Alleanza a cui è stata assegnata nel frattempo. Se non le viene rivolta la parola, dopo l'attacco di Cerberus non apparirà più all'ospedale.
È doppiata in inglese da Carolyn Seymour e in italiano da Stefania Patruno.
Kelly Chambers
Funge da segretaria del comandante Shepard in Mass Effect 2, informandolo di eventuali messaggi ricevuti nel suo terminale privato o di dialoghi da soddisfare con i membri dell'equipaggio. Oltre che segretaria, è laureata in psicologia e darà un approssimato profilo psicologico di ogni nuovo membro della squadra.
Verso la fine del gioco viene rapita insieme al resto del personale della Normandy, lasciando al giocatore la scelta di dirigersi subito nel covo dei Collettori per salvarli o di continuare a potenziare la nave e il resto della squadra prima di partire. Se si sceglie la seconda opzione, Chambers morirà proprio davanti agli occhi di Shepard una volta raggiunto l'ingresso della base nemica. Se salvata, la si può rincontrare nella Cittadella in Mass Effect 3, dove, se si è flirtato con lei nel precedente titolo, ci si potrà appartare con lei. Tuttavia, anche nel terzo capitolo della serie può perdere la vita a seconda delle scelte del giocatore: in quanto in fuga da Cerberus, se durante l'incontro con il comandante questi le consiglia di cambiare nascondiglio, Chambers sopravviverà e ringrazierà Shepard tramite un messaggio più in là nella storia; se le viene detto di rimanere nascosta nella Cittadella, perirà in seguito all'attacco di Cerberus alla stazione.
È doppiata da Cara Pifko in inglese e da Loretta Di Pisa in italiano.
Samantha Traynor
Specialista del comandante in Mass Effect 3, sostituisce la segretaria Kelly Chambers, sua predecessore in Mass Effect 2. Nasce nella colonia umana Horizon, ma cresce nel luogo di origine dei suoi genitori, Londra, frequentando l'Università di Oxford. Non potendo i genitori continuare a pagarle l'università, prova ad entrare nell'Alleanza per continuare i suoi studi, riuscendoci senza troppa difficoltà grazie alle sue capacità intellettive. Successivamente viene assegnata alla SSV Normandy SR2, sotto il comando di Shepard. Se quest'ultima è femmina, può intrattenere una relazione amorosa con lei.
In lingua originale è doppiata da Alix Wilton Regan, mentre in italiano è Elisabetta Spinelli a prestare la voce al personaggio.
Steve Cortez
Tenente pilota dello shuttle "UT-47A Kodiak" che la squadra di Shepard utilizza per lasciare la Normandy durante le missioni in Mass Effect 3. Amico di vecchia data di James, è da lui soprannominato "Esteban" (corrispettivo di "Steve" in spagnolo). Dopo aver lavorato per conto dell'Alleanza presso una colonia umana, dove in seguito a un attacco dei Collettori perse la vita suo marito Robert, venne assegnato all'astronave SSV Hawking nel ruolo di pilota di navette. Entra poi nell'equipaggio della SSV Normandy SR2, sotto il comando del comandante Shepard. Se quest'ultimo è maschio, può intrattenere una relazione amorosa con lui.
In lingua originale è doppiato da Matthew Del Negro, in italiano da Maurizio Merluzzo.

## Antagonisti

### Trilogia
Saren Arterius
Saren Arterius è uno Spettro Turian che rappresentava il consiglio della Cittadella e uno dei due principali antagonisti del primo gioco di Mass Effect. A comando della Sovereign, un antico Razziatore, Saren possiede un esercito di Krogan e di Geth, che usa sia per eseguire i suoi ordini che per opporsi a Shepard nella storia del videogioco Mass Effect. La base principale di Saren si trova sul pianeta Virmire, dove sta conducendo esperimenti sulla cura per la genofagia Krogan per rafforzare il suo esercito. Durante il corso del gioco, la Sovereign iniziò lentamente a manipolarlo attraverso sottili messaggi subliminali per aiutarlo a riportare indietro i Razziatori. Durante l'invasione geth della Cittadella, Saren usa il Condotto Prothean di Ilos per ottenere l'accesso alla Cittadella e consentire alla Sovereign di attivare il portale galattico che farà tornare i Razziatori. Combattendo con Saren, il giocatore può ucciderlo o cercare di fargli combattere l'indottrinamento del Razziatore, che in caso di successo lo spingerà a suicidarsi. Shepard in seguito deve combattere un Saren rianimato e mutato, posseduto dalla Sovereign attraverso la sua cibernetica innestata: la sua sconfitta causerà la distruzione del Razziatore.
Saren appare nella miniserie a fumetti Mass Effect: Evolution e nel romanzo Mass Effect: Revelation.
Matriarca Benezia;
La Matriarca Benezia è una potente biotica asari, madre di Liara T'Soni e leader spirituale della sua gente fino al controllo mentale della Sovereign, diventando la seconda in comando di Saren. Cercando di creare un esercito per combattere i nemici del suo capo, Benezia sequestra una regina rachni, specie che si riteneva estinta, su Noveria. All'arrivo di Shepard sul pianeta, durante il loro combattimento, Benezia schiera un esercito di commando asari. Sebbene abbia un momento di lucidità durante il loro combattimento, dove rivela la fase successiva dei piani di Saren e avverte Shepard dell'influenza corruttrice della Sovereign, Shepard deve combatterla fino alla morte dopo che ha ceduto completamente all'indottrinamento.
Il Thorian
Il Thorian, chiamato anche Specie 37, è un'antica creatura fungina senziente vecchia di decine di migliaia di anni, con abilità telepatiche e di controllo mentale, capacità di creare cloni di un essere precedentemente assorbito e una massiccia rete sensoriale che si estende nella superficie del pianeta Feros. Capace di rilasciare nell'aria delle spore che infettano coloro che le inalano, riesce a controllare le vittime tramite il dolore. Situato sotto la colonia di Zhu's Hope, in risposta all'approccio di Shepard, il Thorian genera un clone di un'asari ex accolita della Matriarca Benezia, Shiala, come tramite. Attraverso il clone, il Thorian, riferendosi a se stesso come "Il Grande Immortale", confessa di essere stato tradito da Saren e di non avere alcun interesse a siglare un altro accordo. Distruggendo i suoi nodi disposti lungo l'edificio sotterraneo, Shepard riesce a farlo precipitare, uccidendolo. Shiala sarà liberata dopo che il Thorian sarà ucciso e concede a Shepard il codice prothean che consente la decrittazione mentale del messaggio mentale trasmesso dal faro prothean. Shepard può scegliere se risparmiarla o ucciderla.
Il Generale dei Collettori
Il Generale dei Collettori era un Collettore che controllava il resto della sua specie. Vittima dell'indottrinamento dell'Araldo fino alla sua morte per mano di Shepard, è l'unico della sua specie che riesce a possedere un altro membro della sua specie, al di fuori del portale Omega 4, e prenderne il controllo.
Il Generale appare in Mass Effect: Incursion, in Mass Effect: Ascension e in Mass Effect: Redemption.
Araldo
L'Araldo è un Razziatore che risiede nello spazio oscuro con il resto della flotta. Il coinvolgimento dell'Araldo cominciò due mesi dopo la battaglia della Cittadella, quando fece un accordo con l'Ombra per prendere possesso del corpo del Comandante Shepard dopo la distruzione della SSV Normandy. Il piano non riuscì e Shepard venne riportato in vita dal progetto Lazarus. L'Araldo è la mente dietro ai Collettori, controllandoli attraverso la possessione del Generale dei Collettori. Egli ordinò ai Collettori di rapire l'intera popolazione umana, trasformando i prigionieri in materiale genetico grezzo che veniva pompato attraverso dei tubi fino al centro della base dei Collettori e usato per costruire il Razziatore umano. Durante la guerra con i Razziatori, l'Araldo è uno dei Razziatori che guidano l'attacco alla Terra. L'intelligence dell'Alleanza suggerisce che l'Araldo è il più grande e antico dell'intera flotta dei Razziatori, notizia confermata dal Leviatano nel DLC Il Leviatano per Mass Effect 3.
L'Araldo appare durante la battaglia finale a Londra e lancia un devastante attacco sulle forze alleate che tentano di raggiungere la Cittadella attraverso il Condotto, utilizzando delle armi che sono notevolmente più veloci di quelle degli altri Razziatori. Nonostante i suoi sforzi, Shepard e David Anderson arrivano e utilizzano il Condotto, anche se entrambi sono pesantemente feriti. Se Shepard sceglie di attivare il Crucibolo, il destino dell'Araldo è presumibilmente lo stesso degli altri Razziatori.

### Mass Effect: Andromeda
L'Arconte
L'Arconte è il leader dei Kett nel Settore Heleus. È potente, astuto e spietato, con un grande interesse, definito quasi "ossessione" da Primus, la sua seconda in comando, per la tecnologia dei Relictum. È distinguibili facilmente dagli altri membri della specie, in quanto indossa un'armatura decorata ed è più grande rispetto ad altri Kett. A livello militare è un buon comandante carismatico, capace di ispirare timore e obbedienza nei suoi seguaci.
Inviato nel settore dai ranghi superiori dell'Impero Kett, il suo obiettivo principale è la conquista di Heleus e l'esaltazione delle specie aliene che incontra, trasformandole in nuovi Kett. Scoprendo poi i Relictum e diventando ossessivo nei confronti della loro tecnologia, motivato dalla convinzione che il controllo su Meridian, il pianeta-centro della rete delle strutture Relictum nel settore, spera di riuscire a comprenderla per ottenere il pieno controllo del settore e su tutte le specie senzienti, andando contro anche ai ranghi superiori dell'Impero che lo avevano inviato ad Andromeda e bloccando le comunicazioni.
L'Arconte vede l'arrivo del Pioniere Ryder come una minaccia al suo controllo e tenta di eliminarlo, perdendo però la vita proprio su Meridian, cercando di ottenere il controllo completo dei Relictum. Dopo la sua morte il comando passa a Primus.
Primus
Primus è la seconda in comando dell'Arconte con il compito di guidare varie fazioni più pericolose dell'Impero Kett. È molto ortodossa, punendo chi non segue le tradizioni e le norme sociali, e pratica. La sua principale area di responsabilità consiste nella gestione dell'esaltazione e della conquista del Settore Heleus. Nonostante sia preoccupata per le scelte dell'Arconte di fare missioni per investigare la tecnologia dei Relictum, poiché interferiscono con le esercitazioni militari e le missioni nel settore, non esprime pubblicamente il suo dissenso riguardo la leadership. Tuttavia è riuscita a creare una propria fazione diffondendo una politica di propaganda contro l'Arconte, arrivando persino a sollecitare l'aiuto del Pioniere Ryder per ingegnerizzare la sua caduta. 
Il Pioniere e Primus si incontrano per la prima volta su Elaaden, dopo che il primo è venuto a sapere di una fazione Kett "ribelle" che, se seguita, porta a una videochiamata su Eos, dove Primus si rivela come traditrice dell'Arconte. Lei crede che l'ossessione per la tecnologia dei Relictum deragli la causa dei Kett e inciti il caos nella specie, sostenendo che la soluzione sia l'eliminazione dell'Arconte visto che la sua ricerca di Meridian sia unicamente per la sua ambizione personale e che l'ossessione per i Relictum possa significare che il suo obiettivo finale sia quello di usarli contro l'Impero Kett.
Invictor e Il Cardinale
Invictor e Il Cardinale sono due Kett ascesi, ovvero col rango di comandante. Invictor è di sesso maschile, è al comando della base su Eos ed è il responsabile della distruzione del Sito 1 e 2. Il Cardinale, invece, è di sesso femminile, è a capo della base-tempio di Voeld ed ha il compito di "elevare" gli Angara catturati, lavoro che trasformerà tutti coloro che vi saranno sottoposti in un Kett. A differenza di Invictor, sappiamo alcune informazioni su Il Cardinale: prima che Ryder lasci Voeld con la Moshae, lei scambierà alcune parole col Pioniere, rivelando di vedere un "dono" negli Angara catturati per essere elevati e di essere stata anche lei frutto di questa elevazione, lasciando immaginare la sua appartenenza ad un'altra specie aliena e che sia stata catturata tempo prima. Dopo essere stata sconfitta non continuerà ad attaccare Ryder, bensì proverà a far comprendere l'importanza del suo lavoro.